# Geschichte des Hamburger Hafens

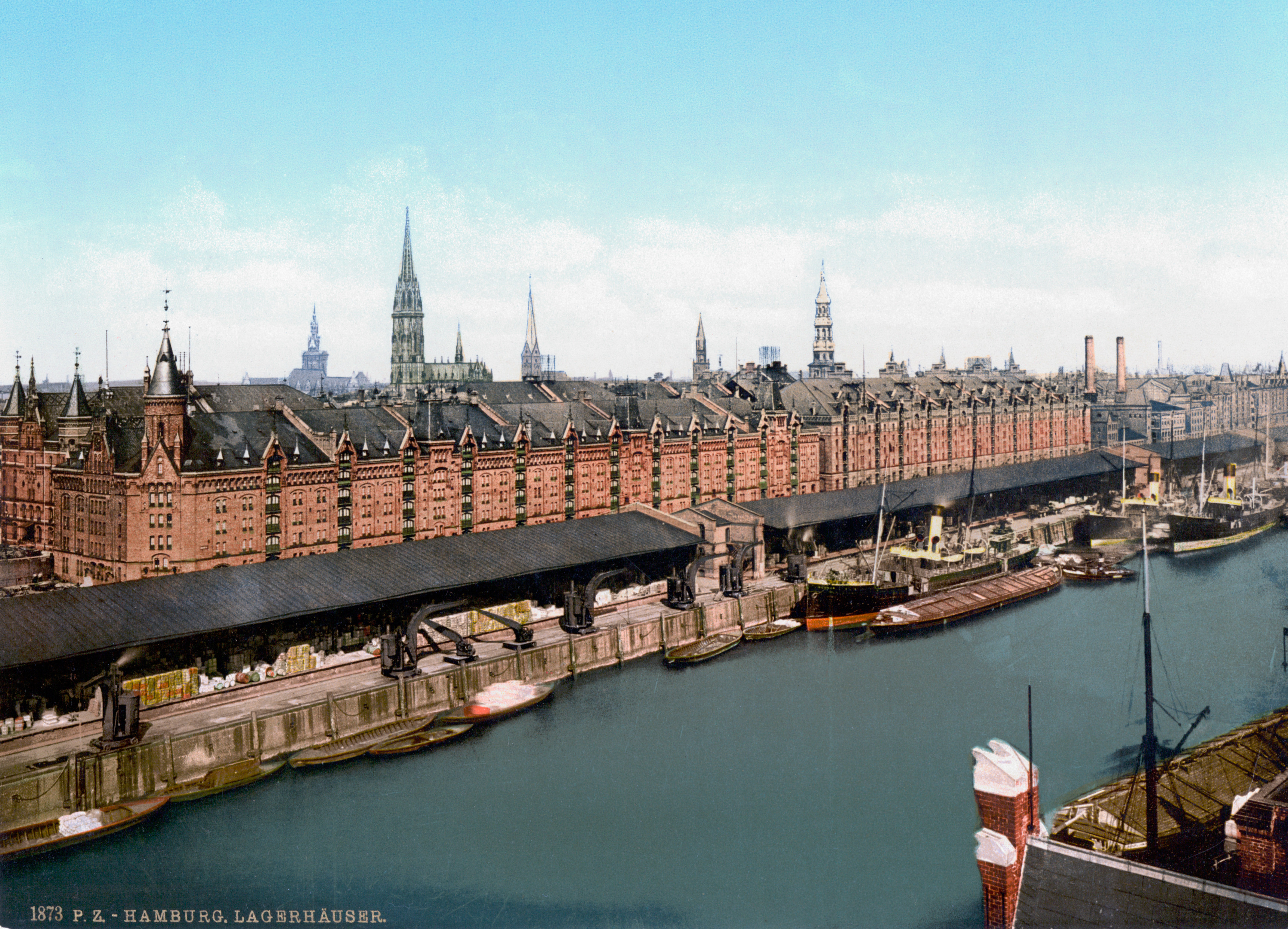
Hamburger Hafen 1890: Sandtorkai mit Hafenanlagen vor der Speicherstadt

Die Geschichte des Hamburger Hafens beschreibt die Entwicklung des Hafens von einem Anlandeplatz am Reichenstraßenfleet in der Hamburger Altstadt im 9. Jahrhundert, mit Hafenrecht ab 1189, über einen Alsterhafen im 16. Jahrhundert; zu einem Hafen an der Elbe mit zahlreichen Hafenbecken im 19. Jahrhundert und weiter zu einem flussabwärts nach Westen vorgelagerten sogenannten Welthafen.
Entsprechend dieser Entwicklung hat das Hafenbild immer wieder grundlegende Änderungen erfahren: als Alsterhafen hatte er sich über Jahrhunderte kontinuierlich vergrößert und mit der Auslagerung in die Elbe wuchs seine Ausdehnung binnen Jahrzehnten um ein Vielfaches. 1860 war das Bild noch geprägt durch dicht gedrängte Segelschiffe und einige wenige Dampfer auf der Stadtseite der Norderelbe, der Umschlag fand mit schiffseigenem Ladegeschirr auf gestakte Hafenfahrzeuge statt, an den Kais werkten Hafenarbeiter mit Sackkarren und Schottschen Karren sowie Handkranen und -winden. 1910 hatten Dampfschiffe die Frachtsegler verdrängt, der Stückgutumschlag fand in immer tieferen Hafenbecken an immer ausgedehnteren Kais mittels Dampf- und Elektrokränen statt. Seit den 1970er Jahren bestimmen Containerschiffe und nahezu vollständig automatisierter Umschlag das Bild, das Hafengeschehen verlagerte sich elbabwärts, wo sich zuvor Marschland und Fischerdörfer befanden. Die innenstadtnahen Hafengebiete wurden zu Industriebrachen, für die die Stadt neue Nutzungsmöglichkeiten sucht.

## Entwicklung bis zum Ende der Hanse im 17. Jahrhundert

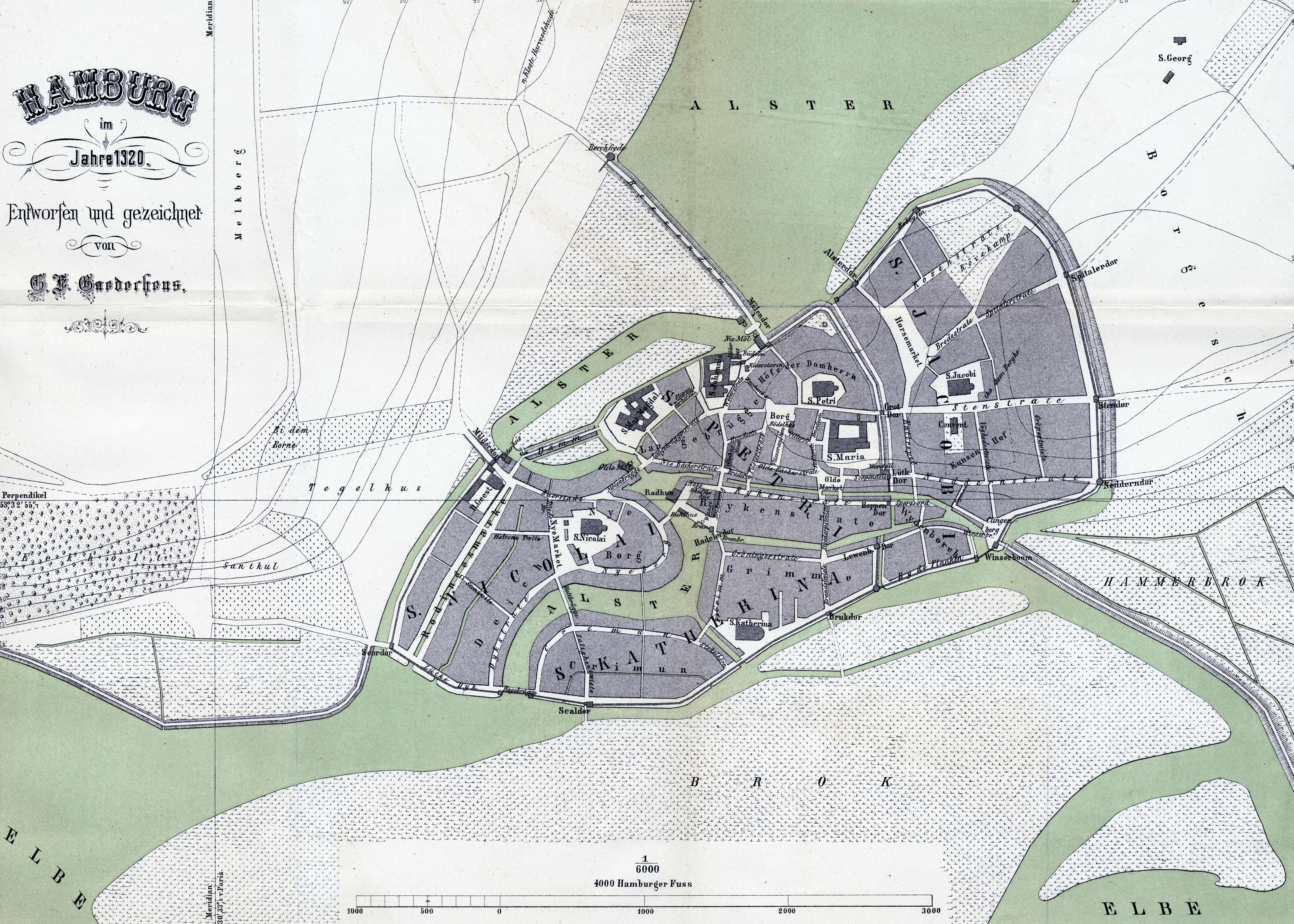
Rekonstruierter Grundriss der Stadt um 1320, die Elbe liegt außerhalb des unteren Randes

Der Hafen ist eine Grundlage für den Wohlstand der Stadt. In seinen Anfängen ist dies konkret in der Versorgung der Siedlung mit Rohstoffen und Lebensmitteln für den täglichen Bedarf ihrer Bewohner zu sehen. Die Elbe war Transportweg für die Agrarprodukte der Gebiete an der Oberelbe und des Hinterlandes bis hinauf zur Moldau. Die Lage der Stadt an einem Fluss, nicht allzu weit von seiner Mündung ins Meer, die Erreichbarkeit des Hinterlandes über die Elbe und ihrer Nebenflüsse bis weit in das Reich hinein als Absatzmarkt und Warenlieferant, begünstigten die Entwicklung eines Umschlagplatzes und damit der Stadt.
Der Verkauf von Waren seewärts und die Einfuhr aus anderen Länder begünstigte die Bildung des Standes der Kaufleute, die sich zum eigenen Schutz im Ausland zur Hanse zusammenschlossen. Die Hanse bot, neben dem praktischen alltäglichen Nutzen der Hansekontore, eine diplomatische Repräsentanz gegenüber ausländischen Städten und Fürsten. Für die Durchsetzung der Interessen ihrer Mitglieder führte sie auch Kriege gegen Staaten.
Die Dominanz der Kaufleute in der Politik des Hamburger Rates brachte über die Jahrhunderte immer wieder Konflikte mit den anderen Bürgergruppen mit sich, die in etlichen Rezessen geschlichtet wurden, aber auch bis zum Einsatz kaiserlicher Truppen gingen.

### Erste Hafenanlagen

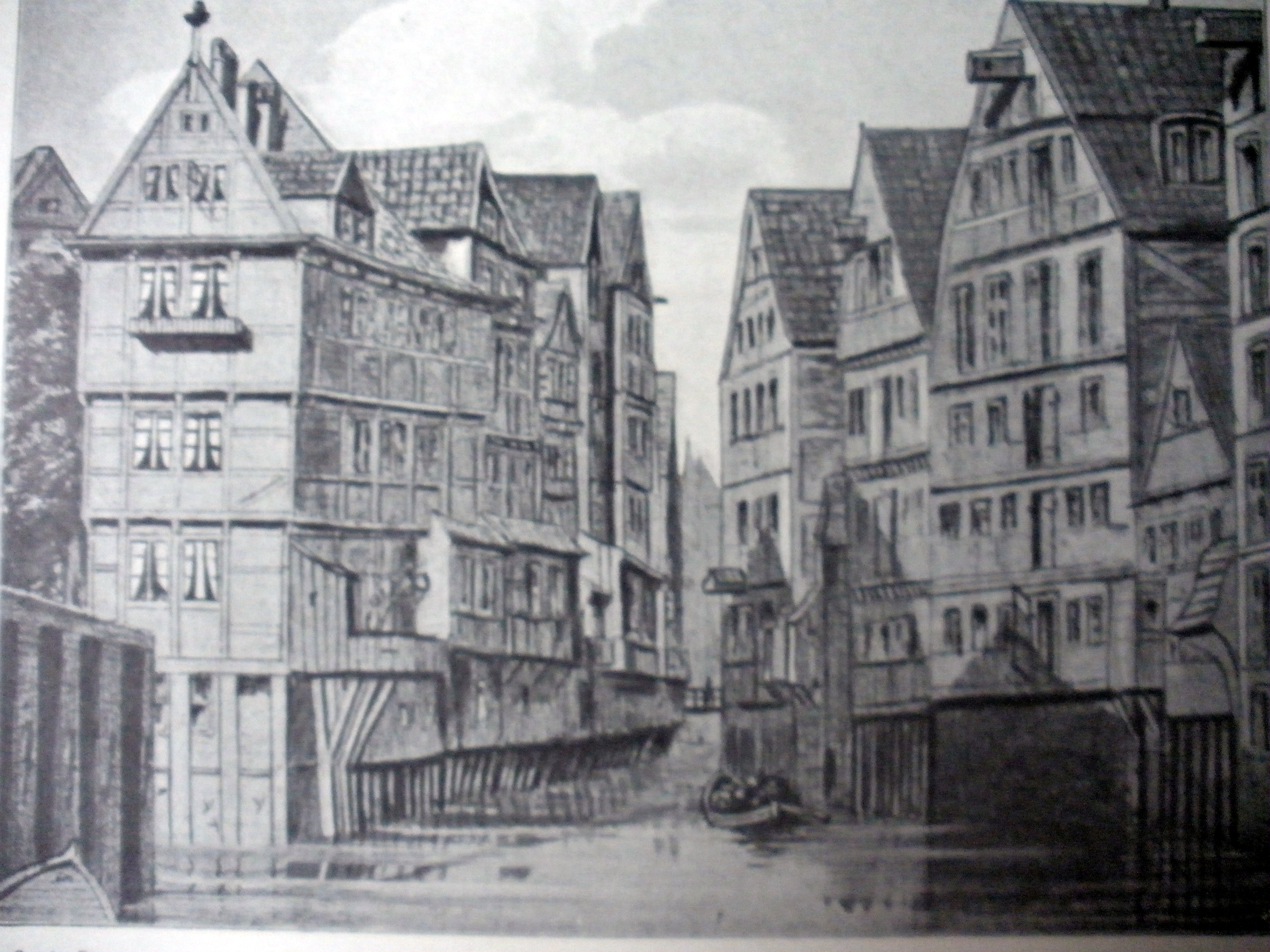
Reichenstraßenfleet um 1850, 1877 zugeschüttet

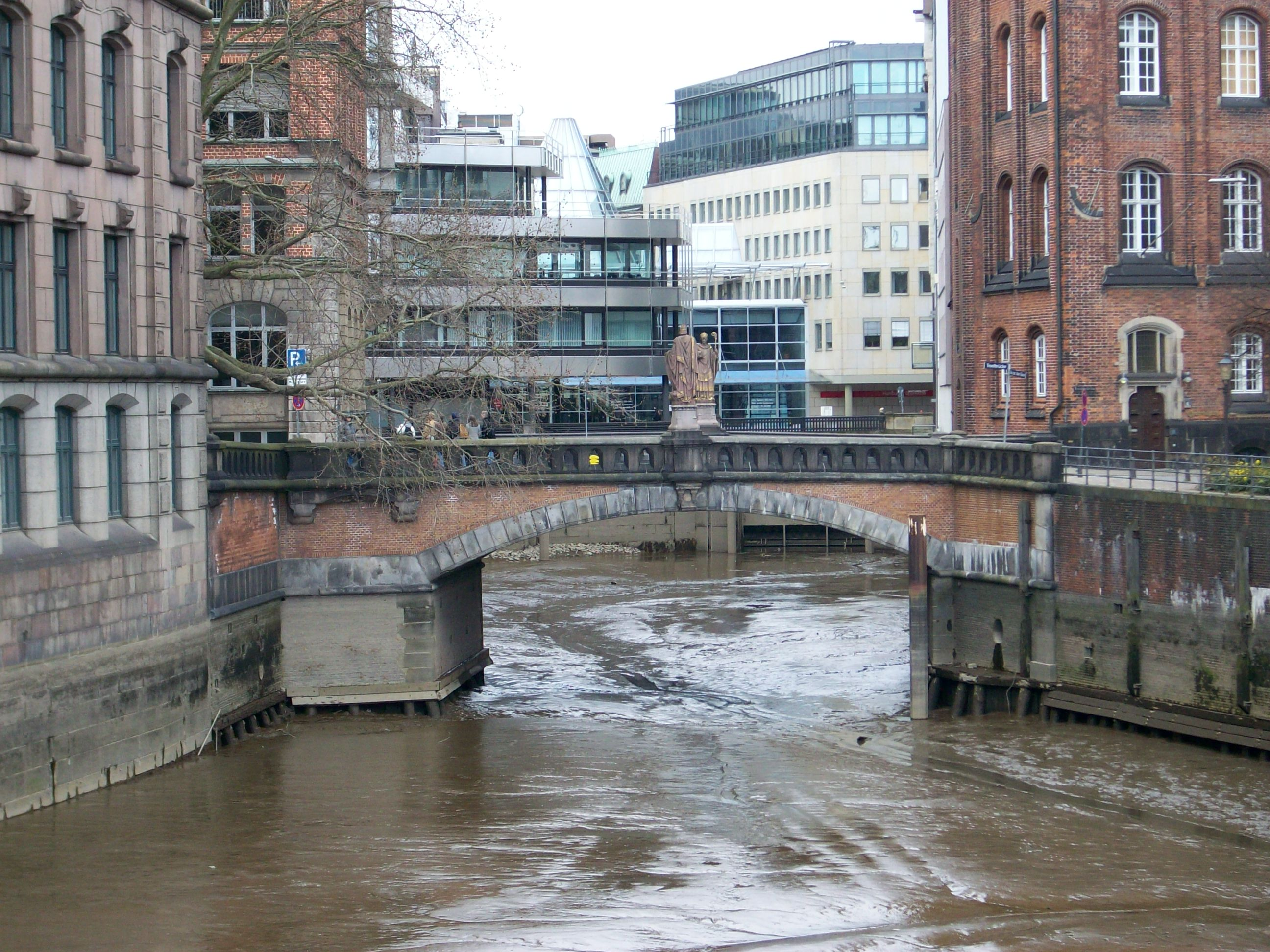
Nikolaifleet bei der Trostbrücke, bei Ebbe trockengefallen

Der erste Hamburger Hafen im 9. Jahrhundert lag noch nicht an der Elbe, sondern am Reichenstraßenfleet, einem ehemaligen Elbe-Seitenarm, südlich eines Wiks bei der Hammaburg. An einem 120 Meter langen und sechs Meter breiten hölzernen Landungssteg machten erste Handelsschiffe fest. Archäologen fanden Nachweise bei der Rolandsbrücke und dem Dornbusch, nahe der Domstraße und des Alten Fischmarkts. Der Reichenstraßenfleet wurde 1877 zugeschüttet, sein Verlauf nördlich der Kleinen und der Großen Reichenstraße ist noch anhand von Straßennamen nachzuvollziehen: die Kattrepelsbrücke, Rolandsbrücke und Börsenbrücke sind keine Flussüberführungen mehr und sowohl Neß (Nase beziehungsweise Landzunge) wie Hopfensack bezeichnen ehemalige Sackgassen, die am Wasserlauf endeten.
Anfang des 12. Jahrhunderts wurde unter Herzog Bernhard II. aus der Familie der Billunger, nahe der Mündung des Reichenstraßenfleets in die Alster, ein erstes künstliches Hafenbecken angelegt. Das Gelände bei der Neuen Burg bekam eine Erhöhung aus Lehm und Sand und in der Alsterschleife wurde eine Kaimauer aus Baumstämmen errichtet. Dieser zweite Hafen Hamburgs wurde bei einer Sturmflut am 17. Februar 1164, der Ersten Julianenflut, vollständig zerstört.
Die Entstehung des heute bekannten Handelshafens geht auf die Grafen von Schauenburg und Holstein zurück, die gegen Ende des 12. Jahrhunderts an der Westseite der Alster eine weltliche Neustadt gründeten, in Abgrenzung zu der kirchlichen Altstadt der Hammaburg-Siedlung östlich der Alster, unter Einfluss der Erzbischöfe von Hamburg-Bremen. Mit einem Wirtschaftsprogramm wurden Kaufleute, Handwerker und Schiffer als Siedler angeworben, die am Hauptarm der Alster, in unmittelbarer Nähe der zerstörten Anlage bei der Neuen Burg, einen Hafen schufen, der einen schiffbaren Zugang zur Nordsee bringen sollte. Die Umorientierung des Handelsschwerpunkts von Lübeck nach Hamburg erfolgte nach Abtretung der Lübecker Siedlung an Heinrich den Löwen durch den Grafen Adolf II.
Im Jahr 1266 wurden Altstadt und Neustadt durch die Trostbrücke miteinander verbunden, sie überquert den ehemaligen Alsterhauptarm, der 1916 den Namen Nikolaifleet erhielt.

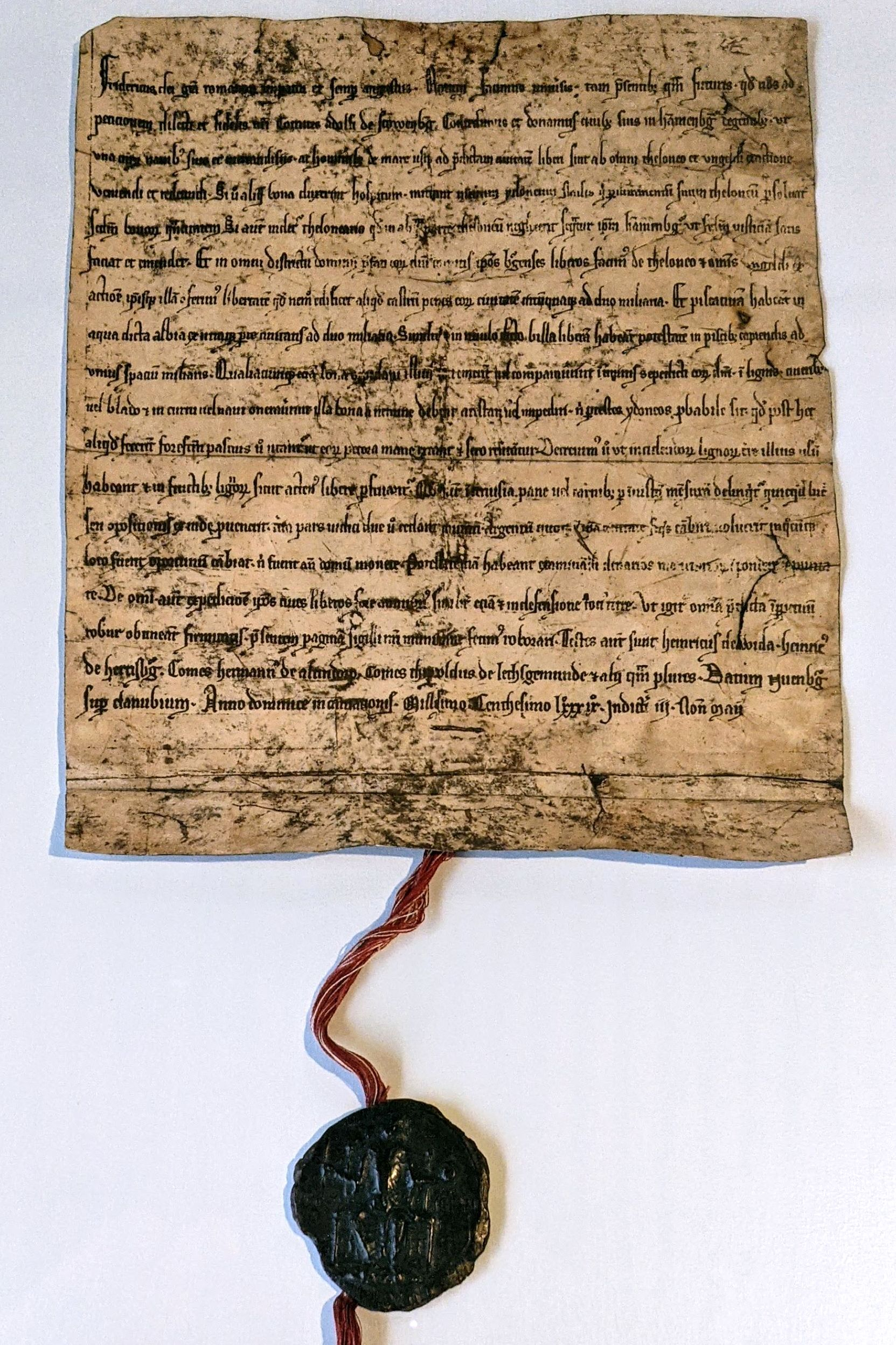
Angeblicher Barbarossa-Freibrief von 1189

1188 erhielt die Siedlung das Stadtrecht. Die offizielle Gründung des Hafens am 7. Mai 1189, alljährlich als Hafengeburtstag gefeiert, wird zurückgeführt auf einen angeblich von Kaiser Barbarossa zu diesem Datum ausgestellten Freibrief, der den Hamburgern sowohl die Zollfreiheit vom Meer bis in die Stadt, wie die Fischereirechte auf der Elbe „zwei Meilen weit auf beiden Seiten der Stadt“ gewährte. Vermutlich ist diese Urkunde eine Fälschung aus dem 13. Jahrhundert, worauf sowohl der Ausfertigungsort als auch die Siegel hinweisen. Im Jahr 1265 geriet Hamburg in Streit mit der flussabwärts gelegenen Stadt Stade. Diese hatte im Jahr 1259 vom Bremer Erzbischof Hildebold das Stapelrecht erhalten und forderte von passierenden Händlern, dass sie ihre Waren für die Dauer von drei Wasserzeiten, das sind an den Gezeiten orientierte eineinhalb Tage, innerhalb der Stadt anbieten sollten, bevor sie weiter nach Hamburg schifften. Mit dem Nachweis von angeblich älteren Rechten  konnte sich das damals kleinere Hamburg das Privileg des freien Handels sichern und errang unter anderem damit die ökonomische Vorherrschaft an der unteren Elbe. In dieser Zeit entstand auch das erste Gesetzbuch der Stadt, im Jahr 1270 wurden im Ordeelbook (Urteilbuch) Regelungen des Zivilrechts, des Strafrechts und zudem etliche schiffsrechtliche Bestimmungen in niederdeutscher Sprache erfasst, es bestimmte zudem das Verhalten der Schiffsmannschaften im Hafen und die Schadensersatzpflicht der Kapitäne gegenüber den Eignern.
Die Inseln Cremon und Grimm, durch das verzweigte Flusssystem der Bille- und Alsterarme gebildet, wurden zwischen 1240 und 1280 in die Stadtbefestigung einbezogen. Das Zentrum des Hafens bildete zunächst weiterhin das kleine Hafenbecken an der Trostbrücke. Hier wurde das gräfliche Zollhaus (1266), die Waage (1269) und der Kran (1291) errichtet.

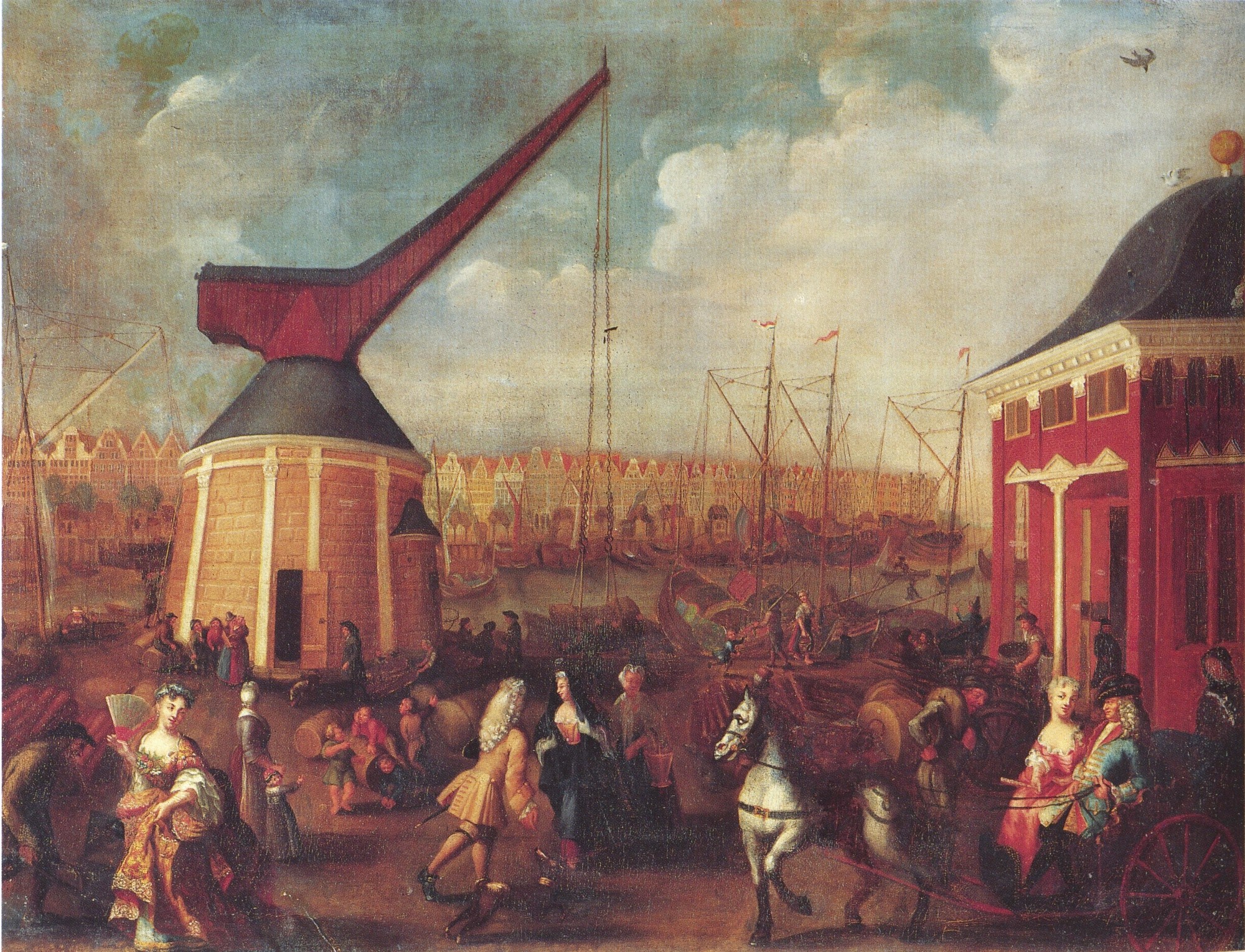
„Neuer Kran“ und Stadtwaage
Gemälde um 1650

Bereits im 14. Jahrhundert musste der Hafen zur Alstermündung erweitert werden, da der Fluss durch die Aufstauungen am Reesendamm ab 1235 und Schaffung des Alstersees (heute Binnen- und Außenalster) immer weniger Wasser führte und keine ausreichende Tiefe für die Schifffahrt hielt. Heute fällt das Nikolaifleet bei Ebbe trocken. Der Umschlagplatz lag nun im bis heute bestehenden Binnenhafen zwischen Kajen / Hohe Brücke und Kehrwieder, für genügend Wasser sorgte ab 1258 die Umlenkung der Bille. Es entstand Dat Deep, ein Wasserlauf, der heute noch mit Oberhafen und Zollkanal nachvollziehbar ist.
Bei der dort gelegenen Hohen Brücke wurde 1353 ein zweiter Kran, der sogenannte Neue Krahn errichtet. Im Laufe der Jahrhunderte ersetzte man die Holzkonstruktion mehrmals, bis man 1858 an seiner Stelle einen eisernen Kran installierte und diesen 1896 auf elektrischen Betrieb umstellte. Er wurde bis 1974 eingesetzt und ist nach wie vor als Sehenswürdigkeit erhalten.
Ab 1351 wurde die Hafeneinfahrt zur Elbe hin mit dem sogenannten Niederbaum gesichert, ein Verbund von vertäuten Stämmen, die nachts oder bei Kriegsgefahr quer zur Fahrrinne gelegt einen Baumwall bildeten. Nach Osten zur Bille und Elbe oberhalb der Stadt sicherte nach dem gleichen Prinzip der Winserbaum, ab 1385 Oberbaum genannt, die östliche Hafeneinfahrt, etwa auf der Höhe des heutigen Meßbergs.

Hamburger Hafen von 1497

Leuchtfeuer Neuwerk von 1539

Eine bedeutsame Maßnahme war die 1299 beschlossene und 1310 beendete Errichtung eines Wehrturms auf Neuwerk. Diese in der Elbmündung gelegene Insel gelangte 1316 durch einen Bündnisvertrag mit den Wurtfriesen in Hamburger Eigentum. Der Turm diente sowohl als Seezeichen wie als militärischer Stützpunkt und sicherte so den Handelsweg. Hamburg erhob von allen ein- und ausgehenden Seeschiffen einen Werkzoll, der der Finanzierung des Turmbaus und auch der Errichtung der Seezeichen und dem Auslegen der Tonnen auf der Niederelbe diente. Hamburg machte damit seinen Anspruch auf die Vorherrschaft über die Elbe geltend.
Die älteste Darstellung des Hamburger Hafens findet sich als Einleitung zum Kapitel Van schiprechte der Bilderhandschrift des Hamburgischen Stadtrechts von 1497.

### Handelsgüter und Fahrtziele
Hamburg als aufstrebender Handelsplatz stellte eine ideale Verbindung zwischen dem agrarischen Osten und den Märkten Westeuropas her. Die Handelswege wurden erweitert nach London, Skandinavien, Island und an die Atlantikküste bis nach Südeuropa, die Umschlaggüter waren vielfältig.
Tuche kamen im 13. und 14. Jahrhundert überwiegend aus Brabant und hatten wertmäßig einen starken Anteil am Import, später nahm der Anteil der holländischen und englischen Tuche zu. Westfälisches Leinen wurde exportiert. Getreide und Holz, vom Hinterland der Elbe, waren mengenmäßig wichtige Exportartikel. Pelze und Wachs kamen aus Osteuropa. Salz kam aus Lüneburg (Hamburg hatte hieran einen Anteil von 30 %). Im 15. Jahrhundert wurde auch in größeren Mengen Baiensalz (Meersalz aus Frankreich, von dort unter anderem aus Bourgneuf, und aus Portugal), importiert und weiterverkauft. Fisch kam als Stockfisch aus Island, Schottland und Norwegen, als Matjes aus Schonen und später auch aus Holland. Wein wurde aus Frankreich importiert. An weiteren Gütern sind zu nennen: Kupfer vom Rammelsberg zum Export nach England und Flandern und Metalle und Metallprodukte aus Skandinavien im Import. Im 16. Jahrhundert nahm auch die Bedeutung des Gewürzhandels zu.
Ein bedeutender Exportartikel aus eigener Herstellung war Bier, das nach Skandinavien und nach Holland verschifft wurde. Ab dem 13. Jahrhundert wurde Bier aus Einbeck exportiert, ab 1290 wurde das ehemalige Rathaus als Lager und Ausschank genutzt und alsbald das Eimbecksche Haus genannt. Seit dem frühen 14. Jahrhundert ist die Bierbrauerei in Hamburg belegt, im Jahr 1376 gab es in hier 457 Brauereien, die Jahresproduktion betrug etwa 170.000 Hektoliter. In den folgenden Jahrhunderten konnte der Export mit der qualitativen Verbesserung bei der Umstellung von Rot- und Dunkelbier auf Weißbier noch gesteigert werden. Das Rezept mit der Zugabe von Hopfen beim Bierbrauen wurde als Geheimnis streng gehütet und deren Weitergabe mit Strafe bedroht. Der Bierexport bildete die Grundlage des Reichtums von Hamburg, das als „Brauhaus der Hanse“ galt.
Der Rat der Stadt, der stark von den Kaufleuten beeinflusst war, versuchte durch etliche Regelungen den Bürgern Privilegien bei der Befrachtung und Entladung der Schiffe zu verschaffen und erließ in diesem Sinne Burspraken, das sind Anordnungen des Rates, die auf Bürgerversammlungen jeweils im Dezember und Februar – also in der Zeit, in der die Seefahrt ruhte – bekannt gegeben wurden. So durften beispielsweise Gäste nicht mit anderen Gästen direkt Handel treiben. Andererseits nahm Hamburg die Merchant Adventurers aus London entgegen der hansischen Interessen auf.
Zwischen Hamburg, Rouen, Berlin, Amsterdam (alle 11 Tage) und Bremen bestanden um 1598 regelmäßige Schiffsverbindungen als Börtefahrt mit festgelegten Tarifen und gegenseitiger Bevorzugung der Schiffer aus der jeweiligen Stadt.

### Hafenbetrieb
In Burspraken wurde bereits früh geregelt, an welchen Stellen Schiffe liegen, löschen oder Ladung nehmen durften. Löschen und Laden musste kurzfristig im Bereich der Kräne und Kaimauern, später vor allem an der Westerweiterung des Hafens, den Kajen (seit 1465 so genannt), erfolgen. Der Gebrauch von Feuer war innerhalb des umschlossenen Hafens als Brandschutzmaßnahme verboten, was wohl auch den Wirtshäusern nutzte. Orte für den Ballastabwurf und zur Abfallbeseitigung wurden von Ballastern angewiesen und bereits 1359 wurde ein Bußgeld von drei Mark Silber bei Verstößen angedroht. Die Reinigung der Fleete wurde in Burspraken angeordnet und konnte ab 1609 auch direkt durch den Düpeherren angewiesen werden, hiermit sollte der ausreichende Tiefgang im Hafen für die Schiffe sichergestellt werden.
Für die Be- und Entladung war die Schiffsmannschaft zuständig, bis zum 19. Jahrhundert gab es hier keine Vorschriften. Nach der Entladung griff eine starke Differenzierung nach Berufen, deren Angehörige alle Hamburger Bürger sein mussten, die zu festgelegten Tarifen arbeiteten. Öffentliche Ämter wurden meistbietend zugunsten der Stadtkasse versteigert.
- Korn-, Kohle- und Salzträger und -messer besorgten den Transport ab der Entladestelle. Kneveler waren für den Biertransport zuständig. Die Träger waren ebenfalls dafür verantwortlich, dass eine korrekte Verzollung erfolgte.
- Kran und Waage wurden jeweils für ein Jahr verpachtet. Kranträger, die für den Kranpächter arbeiteten, bildeten eine evangelische Bruderschaft (zur mildtätigen Hilfe bei Not; 1594)
- Bestätter verteilten zentral die am Kran verzollten Güter auf Fährleute, die auch Auswärtige sein konnten und den Abtransport in das Hinterland mit Schiffen übernahmen.
- Böter hatten eigene Schiffe oder Schuten für den Transport der Waren zur Reede, Ewerführer waren für den Transport zwischen den Schiffen zuständig. Die Ewerführerordnung hatte eine feste regelmäßige Route zwischen Hamburg und Harburg geschaffen, eine Elbbrücke gab es noch nicht. Sie hatten das Monopol für den Transport zu benachbarten Orten, Böter bedienten offenbar längere Strecken.[9]
- Der Barsenmeister war für die Betonnung der Elbe, insbesondere auch das Tonnenauslegen nach dem Winter im Auftrag der Kämmerei verantwortlich und stellte hierfür eigene Leute ein.
- Der Wasserschout war für Registrierung, Einstellung und Strafverfolgung der Seeleute (ab 1691) zuständig und unterstand der Admiralität.

Die Seeleute waren, meist nach Fahrgebieten, in religiösen Bruderschaften, die meist Klöstern angeschlossen waren, organisiert, die mit der Reformation aufgelöst wurden. Seit 1522 gab es Schiffergesellschaften, die eine Teilnahme am gesellschaftlichen Leben sicherstellten und zwei Älterleute in den gemeinen Kaufmann entsandten, einem Vorläufer der späteren Handelskammer.

### Schiffe

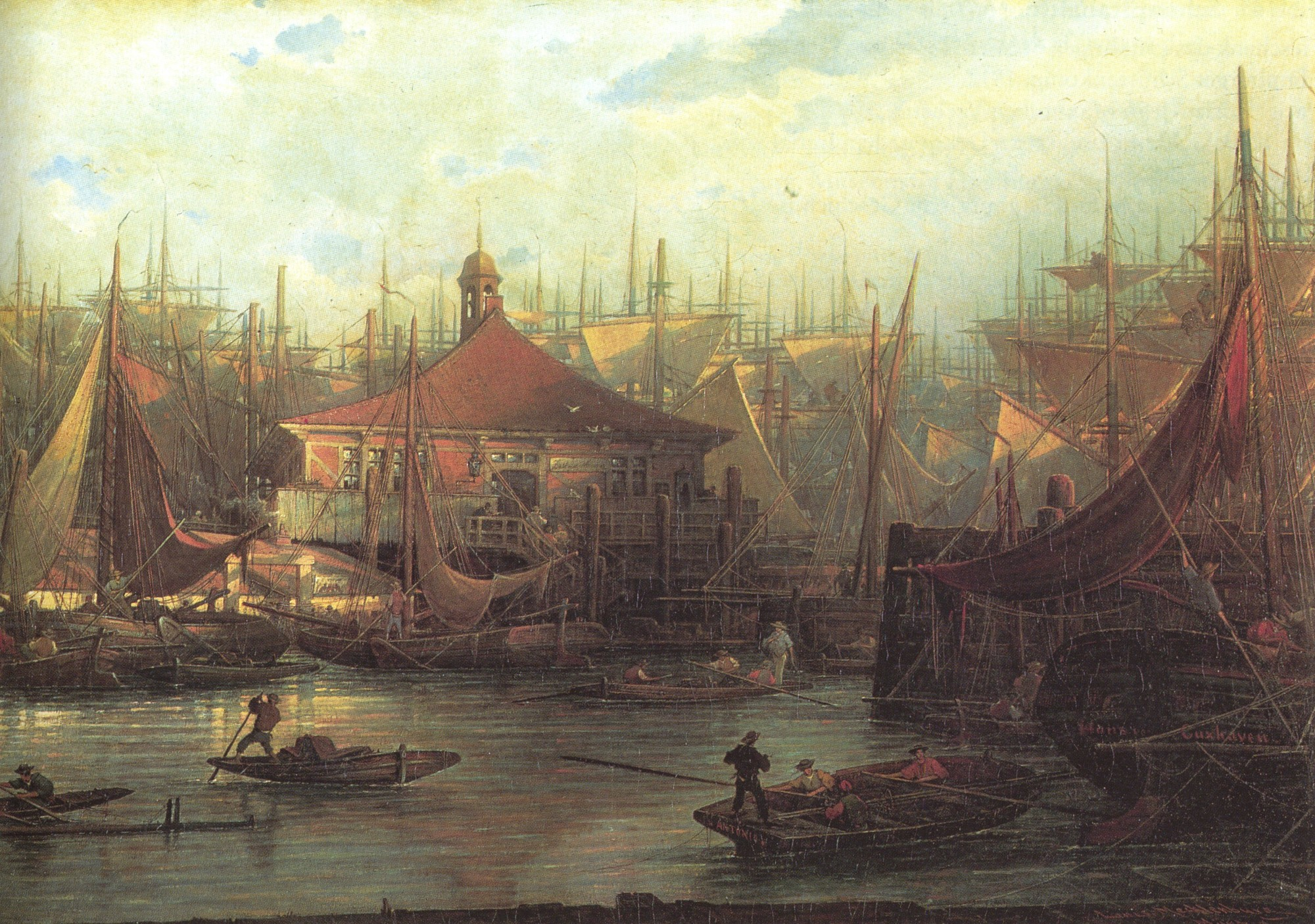
Blockhaus „Neptunus“ im Binnenhafen
Gemälde um 1850

Der Besitz und der Bau von Schiffen war in Hamburg stark reglementiert. Einerseits gehörten die Schiffe meist mehreren Parten, die in der Regel Kapitäne oder Kaufleute waren. Kaufleute verteilten die Güter auf mehrere Schiffe, an denen sie meist mit einem Anteil beteiligt waren, um die Risiken des Verlustes durch den Untergang von Schiffen zu beschränken. Die Stadt bevorzugte Schiffe Hamburger Bürger bei der Ent- und Beladung. Es bestand ein Verbot für Nicht-Hamburger, sich an Hamburger Schiffen zu beteiligen. Die Partenreederei war bereits im Hamburger Seerecht von 1301 geregelt.
Das Hamburger Seerecht von 1292, das in einer Kodifikation von 1301 vorliegt, wies Ähnlichkeiten zu den Regelungen in den Rôles d’Oléron auf. Es ist dabei dem anderen Rechtssystem Rechnung getragen worden. Die Regelungen haben in spätere hansische seerechtliche Vorschriften und auch in das Seerecht von Wisby Eingang gefunden.
Schiffe durften nur im Auftrag Hamburger Bürger gebaut werden, im Rezess von 1412 wurde die Größe der Schiffe auf 100 Heringslasten und einen Tiefgang von sechs lübischen Ellen beschränkt, um den Holzverbrauch und die Preise für Bauholz zu beschränken. Schiffbau außerhalb der Stadt hatte den Verlust des Bürgerrechtes zur Folge. Der Verkauf von Schiffen durfte innerhalb von zehn Jahren nur an andere Hamburger erfolgen. Burspraken erneuerten immer wieder die Größenbeschränkungen für die Schiffe.
Der Umschlag an Waren und die Anzahl der Schiffe lässt sich für das Mittelalter nicht ermitteln. Deggim nennt 1.556 Schiffe für das Jahr 1620 und für 1629 genauer 2.610 ausgelaufene bei 1971 eingelaufenen Schiffen. Für 1665 wird von 220, für 1672 von 277 Hamburger Schiffen mit einer Gesamtlast von 21.258 Last (circa 2 Tonnen) ausgegangen. Die durchschnittliche Last betrug dabei im Fernhandel 200 Last und 5,5 Last im Oberelbeverkehr.
Für die Jahre 1369, 1399, 1400 und 1418 existieren in den Archiven noch die Werk- und Pfundzollbücher mit Angaben über die Waren, Schiff und Eigentumsverhältnisse. Pfundzölle dienten der Finanzierung der kriegerischen Auseinandersetzungen der Hanse, es handelte sich um Abgaben auf den Warenwert, die Abgaben lagen zwischen 1/360 und 1/240 Bruchteilen des Warenwertes.

### Hansezeit

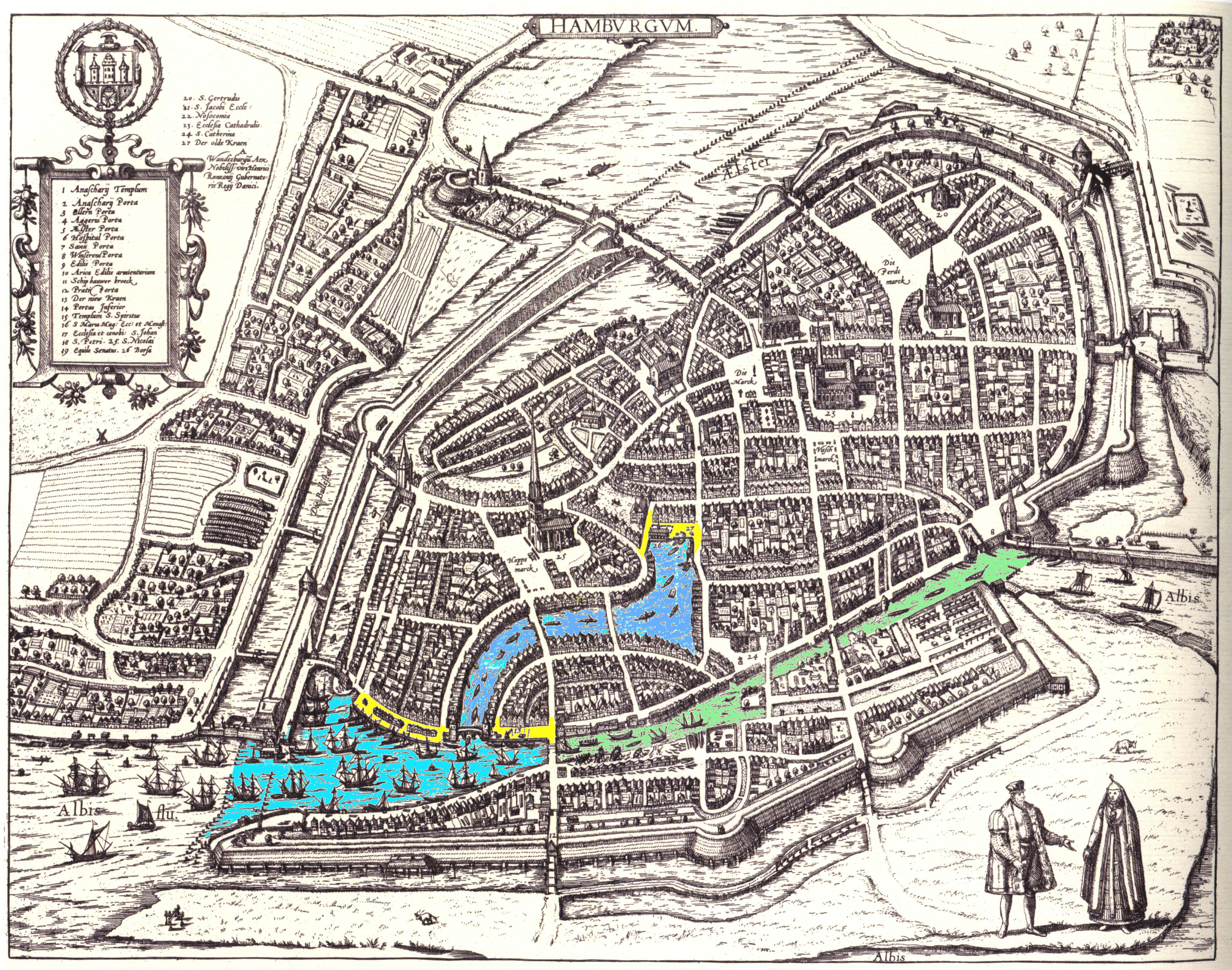
Hafen um 1589
markiert sind Trostbrücke, Kajen und Mühren (gelb); Nikolaifleet, dat Deep, Oberbaumhafen

Im 13. Jahrhundert musste sich Hamburg Privilegien in ausländischen Häfen noch durch die Einräumung von Vorrechten für Kaufleute aus diesen Orten (Vertrag mit dem Land Wursten, 1238), mit Flandern (1268) erwerben. Die Burspakenartikel von 1435 schränkten später diese erteilten Privilegien wieder ein, Gäste durften erst nach drei Tagen Warenangebot in der Stadt, diese an andere Gäste verkaufen.
Die Hamburger Kaufleute schlossen sich bei Bedarf der Kaufmannshanse an, um von den Vorteilen der Hansekontore zu profitieren. Im Hamburgischen Seerecht wurde die Bürgerschaft 1301 verpflichtet, auf Flandernfahrt einen Beitrag zur Hanse und für St. Marien zu entrichten. Trotz der Errichtung des Hansekontor in Brügge wurde in einer Bursprake angewiesen, auch in Utrecht, Oosterkerke und Hoeke an den Morgensprachen der Kaufleute teilzunehmen. Diese Städte wurden offenbar trotz der Errichtung des Brügger Stapels weiter angelaufen.
Zwischen Hamburg, Amsterdam, Rouen, Berlin und Bremen bestanden regelmäßige Schiffsverbindungen mit festgelegten Tarifen und gegenseitiger Bevorzugung der Schiffer aus der jeweiligen Stadt (1598, 1613, 1650 bestand eine Einschränkung dieser Meistbegünstigung auf Korn, Holz und Salz).

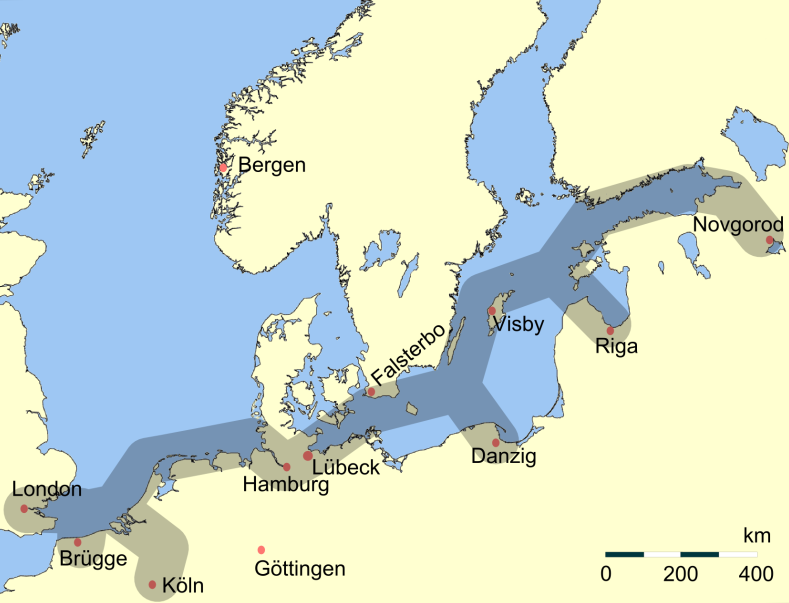
Haupthandelswege der Hanse

Einen offiziellen Beitritt Hamburgs zur Hanse gab es nie, seit dem ersten Hansetag 1356 war die Stadt allerdings dort vertreten.
Im ersten Krieg zwischen den Hansestädten und Dänemarks König Waldemar VI. wurde zur Finanzierung 1362 ein Pfundzoll erhoben, dessen Rechenschaftsempfänger der Hansetag war. Dreihundert Jahre später wurde ein Konvoigeld zum Schutz vor Piraten eingeführt.
Gestört wurde der Handel durch zunehmende Seeräuberei vor allem auf der Nordsee und an der friesischen Küste. Die Stadt richtete eine Flotte mit Kriegsschiffen unter dem Kommando der Ratsherren Nikolaus Schoke und Simon von Utrecht aus. Sie errangen mehrere Siege über die Piraten. Bekannt geblieben ist die Geschichte der Likedeeler und deren Anführer Klaus Störtebeker und Gödeke Michels, die um 1400 auf dem Grasbrook hingerichtet wurden.
Im Jahr 1482 verlieh Kaiser Friedrich III. der Stadt das Stapelrecht. Nun konnte Hamburg, wie die Stadt Stade 200 Jahre zuvor, alle die Elbe passierenden Kaufleute zwingen, ihre Waren in der Stadt anzubieten. Diesem Anspruch wurde mittels bewaffneter Wachfahrzeuge Nachdruck verliehen, die an der Bunthäuser Spitze, dem Südzipfel der damaligen Elbinsel Moorwärder, elbabwärts fahrende Handelsschiffe nötigten, über die Norderelbe Hamburg anzufahren, statt auf dem Weg über die Süderelbe der Abgabenpflicht zu entgehen. Im 16. Jahrhundert klagten die Städte Harburg, Stade, Buxtehude und Lüneburg beim Reichsgericht auf ihr Recht auf freie Schifffahrt, da die Süderelbe der Hauptstrom im Elbdelta sei, auf den Hamburg seinen Machtbereich nicht ausweiten könne. Die Hamburger beauftragten daraufhin den Maler Melchior Lorichs, eine Karte der Unterelbe zu erstellen. Im Jahr 1568 wurde diese ein Meter hohe und zwölf Meter lange Elbkarte dem Gericht vorgelegt, die die Süderelbe verkleinert und die Norderelbe vergrößert darstellte. Zudem waren sämtliche Fahrbahnmarkierungen und Leuchtfeuer eingezeichnet, die die Bedeutung und Sorge der Stadt Hamburg für den Fluss hervorhoben. 50 Jahre später, 1618, erging das Urteil: Norder- und Süderelbe galten als ein Fluss, auf dem die Hamburger Privilegien anzuwenden waren.
Die Stadtbefestigung wurde 1547 erweitert und die stadtnahen Teile des (Gras-)Brooks, eine vorgelagerte Insel zur Elbe hin, darin einbezogen. Hier entstanden die Wohnviertel Kehrwieder und Wandrahm, der vor der Stadtmauer gelegene Teil wurde als Viehweide genutzt. Dat Deep, der spätere Zollkanal, lag nun innerhalb der Stadt; an den Vorsetzen und den Kajen durfte nur noch zum Laden und Löschen angelegt werden.

## Handelshafen bis Ende des 18. Jahrhunderts
Bereits mit Ausbau der Befestigungsanlagen der Stadt 1616 bis 1625 war der Binnenhafen vergrößert und der Baumwall verstärkt worden, doch schon mit Ende des 17. Jahrhunderts musste er als Niederhafen in die Elbe hinein erweitert werden. Da aber auch diese Anlagen nach wenigen Jahren nicht mehr ausreichend waren, wurde 1767 eine Reihe von Duckdalben in die Elbe gerammt, an der die großen Segler festmachen konnten. Der Umschlag fand zu Wasser statt, die Güter wurden mit schiffseigenem Ladegeschirr auf kleinere Schiffe, Ewer und Schuten umgeschlagen und über die zahlreichen Fleete und Wasserwege zu den Speichern und Märkten der Stadt transportiert. 1795 folgte eine zweite Dalbenreihe, die bis zum Jonas reichte, der Bastion Johannes der damaligen Stadtbefestigung, heute durch die Promenade des Johannisbollwerk gekennzeichnet. Die so entstandene vorgelagerte Anlage wurde Jonashafen genannt.

### Handelspolitik in der frühen Neuzeit
Die deutsch-römischen Kaiser waren sich über die Bedeutung des über den Hamburger Hafen stattfinden Handels und der damit verbundenen Versorgung des Reiches, im Klaren, und förderten die Stadt durch Privilegien. Karl IV. erteilte der Stadt 1359 das Recht, See- und Landräuber zu fangen und abzuurteilen, 1365 erteilte er das Privileg, um Pfingsten einen dreiwöchigen Jahrmarkt zu halten. Aus den versandten Einladungen zu diesem Markt geht die Größe des Einzugsgebietes hervor: Böhmen, Bayern, Ungarn, Österreich und alle Fürstentümer und Kaufleute entlang der Elbe waren eingeladen, ebenso Flandern und Westfalen. Hamburg verzichtete bald nach dem Tode Karl IV, spätestens 1383, auf die Abhaltung dieses Marktes.
1482 erteilte Kaiser Friedrich III. der Stadt das Stapelrecht, womit Kaufleute gezwungen werden konnten, ihre Waren für eine bestimmte Zeit am Ort zum Handel anzubieten.
Der Rat der Stadt lavierte aufgrund seiner erhaltenen Privilegien zwischen einer Stellung als gräflich-holsteinische Stadt und der einer freien Reichsstadt, welche allerdings die Zahlung von Abgaben an das Reich verschleppte und teilweise versäumte. Als im ausgehenden 16. Jahrhundert der Einfluss Dänemarks auf Holstein zunahm und die Schwächung der Position Hamburgs durch Zollerhebungen auf der Elbe (1611) und der Gründung des dänischen Hafens Glückstadt (1617) absehbar wurde, strebte Hamburg in dem seit 1548 vor dem Reichskammergericht laufenden Verfahren seine Anerkennung als freie Reichsstadt an.
Hamburg nahm das Urteil von 1618 an, Dänemark verzichtete erst im Gottorper Vertrag 1768 auf die Revision. In den katholischen, habsburgischen Kaisern hatte die Stadt keine starke Unterstützung gegen Dänemark, da Österreich und Dänemark im Dreißigjährigen Krieg ein Bündnis gegen Schweden eingingen.
Das Londoner Hansekontor, der Stalhof, wurde 1598 von Elisabeth I. geschlossen; die englischen Gesandten und Kaufleute aus Hamburg ausgewiesen. Zeitgleich wurde das Londoner Kontor in Stade geschlossen, die Bedeutung der Hanse als starke Vereinigung der Kaufleute aus mehreren Städten nahm rapide ab. Die Merchant Adventurers verlegten 1611 endgültig ihre Niederlassung von Antwerpen nach Hamburg, weitere Kaufleute aus Flandern siedelten sich nach der Eroberung der südlichen Niederlande durch Spanien in Hamburg an. Die Restriktionen zur Erlangung des Bürgerrechtes wurden faktisch gelockert.
Zahlreiche Hugenotten aus Frankreich ließen sich in Hamburg nieder und brachten gute Verbindungen in die französischen Hafenstädte mit sich, vor allem Bordeaux, zu dem seit dem Mittelalter gute Handelsbeziehungen bestanden.

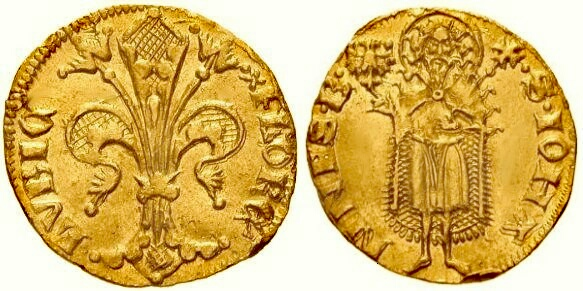
Lübecker Goldgulden

1619 wurde die Hamburger Bank nach dem Vorbild der Amsterdamer Bank gegründet.

Querschnitt durch die Leopoldus Primus

Zum Schutz der Schiffe vor Piraten und Kaperung wurde 1623 die Hamburgische Admiralität gegründet, die über eigene Schiffe verfügte und ihre Mittel über einen separat erhobenen Admiralitätszoll erhielt. Da die Schiffe der Admiralität zum Schutz auf entfernteren Routen nicht ausreichten, wurde 1662 die Konvoi-Deputation gegründet. Die Beiträge für die erforderlichen Schiffe wurden zwischen dem Rat und der Admiralität geteilt, zunächst wurde zwei bewaffnete Kauffahrer, die Wapen von Hamburg und die Leopoldus Primus gebaut.
Die Umlage zur Finanzierung, das Konvoigeld, war differenziert nach Fahrtgebieten und lag zwischen einem und einem halben Prozent vom Ladungswert.
Charles Colbert, der französische Außenminister gründete 1669 die Compagnie du Nord, die die Unabhängigkeit des Handels zwischen Frankreich und dem Ostseeraum herstellen sollte und Hamburger Kaufleute für den Handel einschaltete um sich von Amsterdamer Händlern unabhängig zu machen. Die Stadt bemühte sich in den guten Beziehungen zu Frankreich um Einhaltung ihrer Neutralität und weigerte sich im Holländischen Krieg von 1674 den französischen Gesandten d’Asfeld auszuweisen. Der Handel mit Frankreich und die Frachtbesorgung – französische Schiffe spielten im Ostseehandel nur eine untergeordnete Rolle – erschloss zusätzlich zu dem seit langem bestehenden Weinhandel die Produkte aus den westindischen Kolonien, vor allem Zucker.
1716 schloss Hamburg mit Frankreich einen bilateralen Handelsvertrag und festigte so seine neutrale Haltung in Handelsangelegenheiten. Diese Neutralität – auch ohne formale Verträge – führte in den Kriegen des frühen 18. Jahrhunderts dazu, dass Hamburger Kaufleute mit beiden Konfliktparteien Handel trieben und zur Umgehung von Vorschriften des Reichs auch einmal in das schwedische Stade oder das dänische Altona auswichen.
Die Schutzzölle ab 1749 und der Merkantilismus Preußens störten den hamburgischen Handel. Die Stadt stärkte in Erwartung eines Konfliktes Österreich, das durch seinen Kupferexport, an dem der Hafen einen Anteil von zwanzig Prozent hatte, von Hamburg abhängig war. Im resultierenden Siebenjährigen Krieg leistete Hamburg mit 0,6 Millionen Gulden einen überproportionalen Anteil von 8 % an den Reichskontributionen und gewährte 2,1 Millionen Gulden Kredit.
Aufgrund des Handels wuchs der Wohlstand der Stadt, die Anfang des 18. Jahrhunderts nach Wien die zweitgrößte im Reich war. Hamburgs Neutralität und die vielfältigen Handelsbeziehungen brachten es mit sich, dass die meisten europäischen Staaten diplomatische Vertretungen in Hamburg unterhielten, die auch im Anbahnen neuer Geschäfte hilfreich waren.
Hamburg ratifizierte 1815 als letzter Staat die Bundesakte.

### Walfang
Hamburger Schiffe betrieben den Walfang seit 1643, zunächst von den Niederlanden aus, später auch von Hamburg. Der dänische König Christian IV. erlaubte in seinen Herzogtümern die Grönlandfahrt und damit die Waljagd, Im benachbarten Altona erhielt ein mennonitischer Reeder das Privileg eine Societas Groenlandiae zu gründen. Hamburger Schiffe unternahmen – meist mit Kapitänen und Mannschaften von den nordfriesischen Inseln – bis 1861 6.000 Reisen für den Walfang. An den Schiffen waren viele namhafte Kaufleute beteiligt, unter anderem die Roosens, Amsincks, Hudtwalckers und van der Smissens.
Der Walfang diente vor allem zur Gewinnung von Tran für die Beleuchtung, aber auch alle anderen Teile des Wals wurden verwertet. Wegen der Geruchsbelästigung beim Tranbrennen lag der Stützpunkt der Walfänger in der westlichen Vorstadt St. Pauli am Hamburger Berg.

### Zeitalter der Kolonialwaren
|           | Prozent | gesamt     |
| --------- | ------- | ---------- |
| Zucker    | 32,89   | 3.490.955  |
| Wein      | 10,02   | 1.063.141  |
| Wolle     | 6,40    | 678.995    |
| Baumwolle | 4,79    | 508.050    |
| Indigo    | 4,45    | 472.075    |
| Tabak     | 4,41    | 467.700    |
| Öl        | 3,62    | 384.414    |
| Kaffee    | 2,40    | 255.117    |
| Brände    | 1,96    | 207.615    |
| Gewürze   | 1,88    | 199.699    |
| Ingwer    | 1,67    | 177.155    |
| Früchte   | 0,62    | 66.294     |
| Mandeln   | 0,42    | 44.820     |
| Fisch     | 0,01    | 1.345      |
| Gesamt    |         | 10.615.198 |

Die Art der über den Hamburger Hafen eingeführten Waren änderte sich aufgrund der von den Kolonialmächten eroberten Kolonien. Kolonialwaren, wie Gewürze, Seide und Tee, wurden über Zwischenhändler von den Kaufleuten importiert und fanden guten Absatz. Ende des 16. Jahrhunderts ließen sich sephardische Juden aus Portugal und auch Flüchtlinge aus den Niederlanden in der Stadt nieder. Sie verfügten über gute Kontakte zu den Kaufleuten ihrer alten Heimat und hatten Verwandte in den portugiesischen Kolonien und vermittelten so Importe aus Brasilien. Sie begannen mit dem Aufbau einer Zuckerindustrie, die in den Folgejahren eine ähnliche Bedeutung wie die Bierherstellung im Mittelalter bekam. Durch die hugenottischen Flüchtlinge ergaben sich in den späteren Jahren Kontakte zu den Zucker- und Kaffeeanbaugebieten auf den französischen westindischen Inseln, deren Erzeugnisse über französische Häfen, vor allem Bordeaux, verschifft wurden.
1756 gab es in Hamburg über 300 (1807: 428) Zuckersiedereien, überwiegend kleine Betriebe mit weniger als acht Angestellten,
die einen feinen weißen Zucker herstellten, der in den mitteleuropäischen Absatzgebieten sehr begehrt war und bis nach Österreich abgesetzt wurde. Über den Hamburger Hafen liefen 1778 21 % der Zuckerproduktion von Santo Domingo, gleichzeitig war die Stadt mit 25 Millionen Pfund der Hauptumschlagplatz für Kaffee.
Ein direktes Anlaufen der französischen westindischen Kolonien durch Hamburger Schiffe war zunächst nicht möglich, 1796 landete erstmals ein Hamburger Schiff auf der Île de France. Für den Westindienhandel bedeutsam war die Insel Saint Thomas, die bis zu ihrem Verkauf 1917 dänisch war und einen der größten Stapelplätze in dieser Gegend bildete.
Mit der Kontinentalsperre wurde die Zuckersiederei praktisch eingestellt, danach nahm die Herstellung von Zucker aus Zuckerrüben außerhalb Hamburgs schnell an Bedeutung zu.
Eine zeitweise Hemmung des Wachstums brachten die napoleonischen Kriege Anfang des 19. Jahrhunderts mit sich, als Elbblockaden und Kontinentalsperre zum Zusammenbruch des Handels führten und die Stadt während der sogenannten Franzosenzeit von 1806 bis 1814 besetzt war.

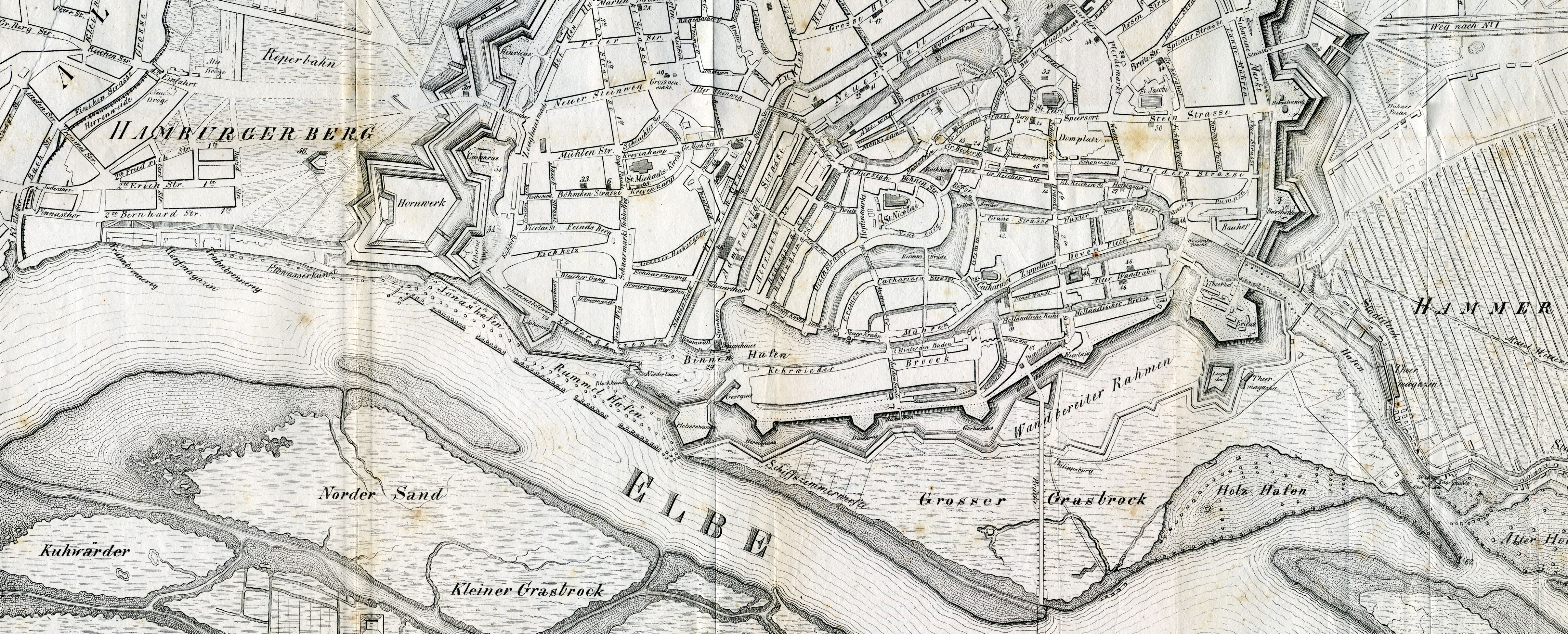
Hafen während der napoleonischen Besatzung (1813/1814)

Das Ende der französischen Besatzung fällt zeitlich zusammen mit der Unabhängigkeit etlicher spanischer und portugiesischer Kolonien in Süd- und Mittelamerika, die fortan direkt ohne Einschaltung von Zwischenhändlern angelaufen werden konnten. Die Familie Godeffroy unterhielt Handelsniederlassungen in Havanna, San Francisco und Valparaíso, von wo aus Cesar Godeffroy (1813–1815) die westliche Südsee erschloss und hier auch Plantagen erwarb. Auf Initiative von Godeffroy wurde in Hamburg die Société commerciale de l’Océanie gegründet, die ihre einzige Niederlassung in Tahiti hatte und von hier das bedeutendste Handelshaus in Ost-Polynesien wurde.
Die Produkte Ostafrikas – der Farbrohstoff Orseille, Zucker, Gewürznelken und Elfenbein – kamen im Wesentlichen über Sansibar, wo William Henry O’Swald die Geschäfte seiner Familie führte, die ein Vermögen mit dem Export von Kaurimuscheln aus der Indik nach Westafrika verdient hatte. 1859 handelte William H. O’Swald mit Mâdjid ibn Sa‘id, dem Sultan von Sansibar einen Handelsvertrag für die Hansestädte Lübeck, Bremen und Hamburg aus, der für diese sehr günstig war, und auch der Sultan profitierte von den daraus resultierenden erhöhten Steuereinnahmen.
Auf Sansibar war ebenfalls das Handelshaus Hansing & Co tätig, dessen Geschäftsführer Justus Strandes maßgeblich an der Errichtung der Kolonie in Deutsch-Ostafrika beteiligt war.

### Die Kaufleute und Reeder

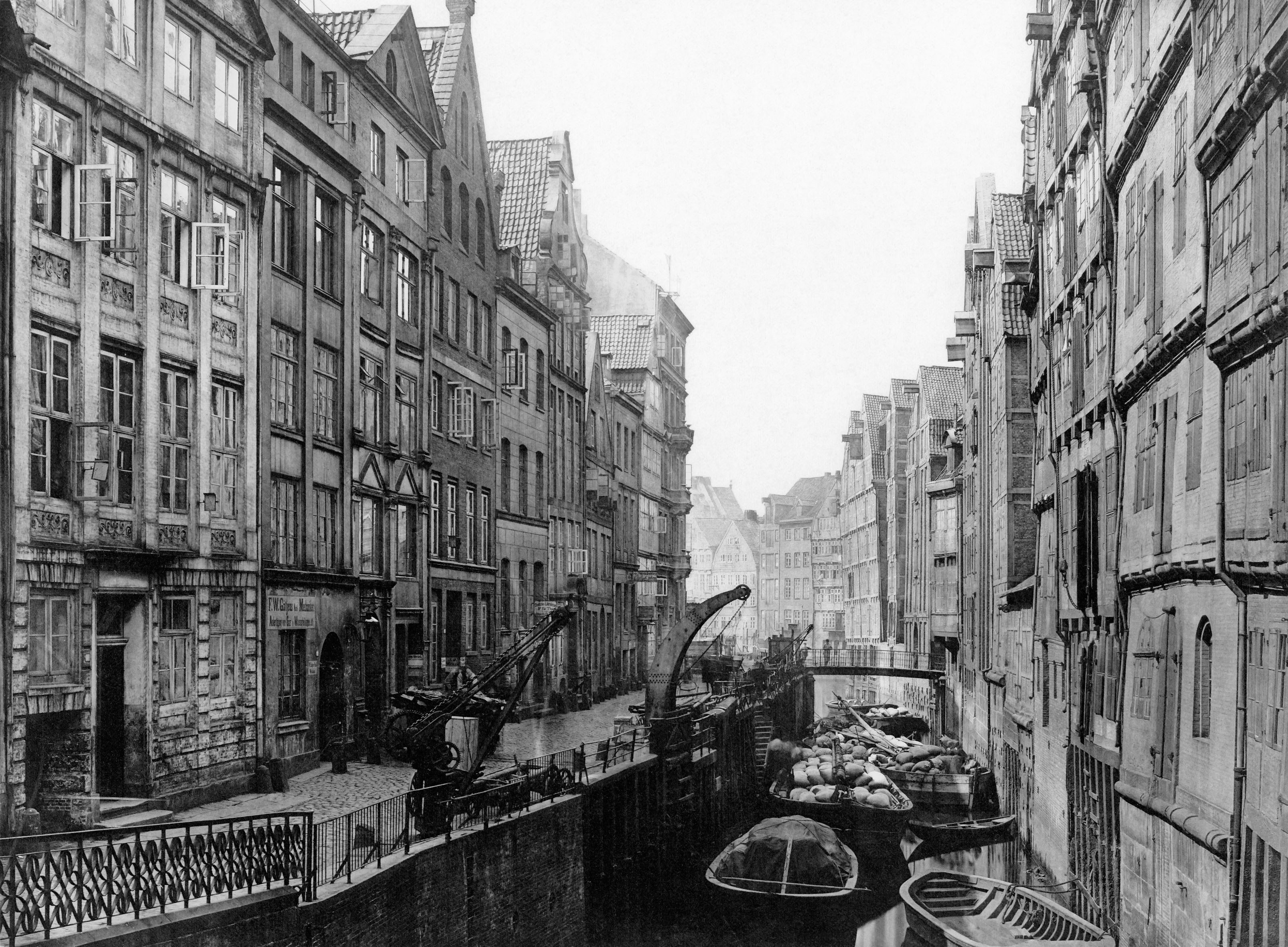
Verschiffung der Waren mit Schuten über die Fleete 1883 (Holländische Reihe)

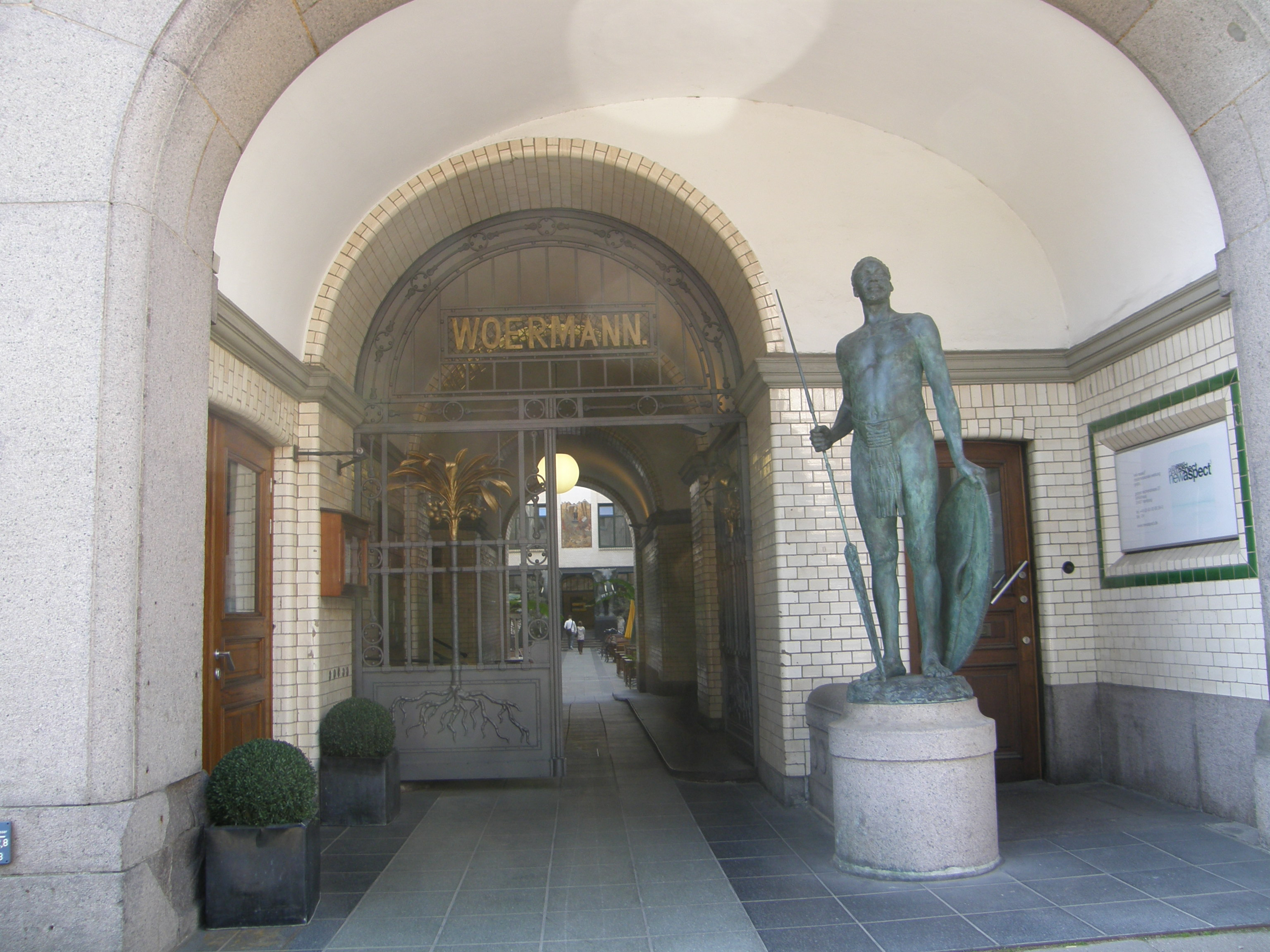
Eingang zum Woermannhaus/Afrikahaus, sichtbare Erinnerung an den Kolonialhandel

Der Welthandel und die Gründung von Reedereien und Schifffahrtslinien führten zu erheblichem Reichtum, Aufstieg und Berühmtheit einiger Hamburger Kaufmannsfamilien, die im Wortspiel Pfeffersäcke genannt wurden. Wie bereits zur Zeit der Hanse übernahmen einzelne Kaufleute diplomatische Aufgaben und handelten im Namen des Rates der Stadt, die in den Zeiten deutscher Kleinstaaterei wie ein eigenständiges Fürstentum agierte, Verträge mit anderen Staaten oder Fürsten aus. Die Hansestädte entsandten diplomatische Vertreter an verschiedene Regierungssitze. 1869 wurden derartige diplomatische Vertretungen durch den Norddeutschen Bund wahrgenommen. Für den Handel wichtig wurden konsularische Vertretungen, die in zahlreichen Hafenstädten ab 1796 (Philadelphia) bis 1851 eingerichtet wurden.
Die zunehmenden Schiffsgrößen und die Diversifikation im Handel brachten Schiffseigentum in der Hand von Reedern mit sich, die ihr Geschäftsziel in der Bereitstellung von Schiffsraum und Transportkapazitäten hatten. Der Bau von eisernen Schiffen und Schiffen mit Dampfantrieb brachte steigende Kosten mit sich, die ab der Mitte des 19. Jahrhunderts von den etablierten Familienfirmen und daneben von Kapitalgesellschaften aufgebracht wurden (HAPAG, Hamburg Süd).
Bedeutende Familien waren unter anderem:
- Familie Amsinck

Eine Ende des 16. Jahrhunderts aus den Niederlanden zugewanderte Familie, die im Tuchhandel tätig war und im 19. Jahrhundert im Handel mit Tuch und Textilien in Südamerika zu Wohlstand kam und Senatoren und Bürgermeister stellte.
- Godeffroy

Verhütteten Kupfererze aus Chile in einer eigenen Affinerie, die Vorläufergesellschaft der Aurubis AG
Sie erwarben Richters Werft für den Bau der benötigten eigenen Schiffe. hatten Handelsunternehmen auf zahlreichen Inseln der Südsee und auf Australien. Am Walfang in der Südsee beteiligten sie sich ebenfalls.
- Laeisz

Ferdinand Laeisz, ursprünglich ein Hutmacher, war im Südamerikageschäft tätig und importierte Kautschuk, Zucker, Baumwolle, Kaffee und Tabak nach Hamburg. Die Familie betrieb die Reederei F. Laeisz und gründete weitere Reedereien (Hamburg Süd, Deutsche Levante-Linie, Deutsche Ost-Afrika Linie) und beteiligte sich an weiteren.
- Roosen

Nachkommen von Gerrit Roosen, einer mennonitischen Familie niederländischer Herkunft, die in Altona und Hamburg lebte
Berend I. Roosen (1705–1788) war an 21 Schiffen beteiligt und betrieb Walfang im Nordmeer (unter anderem mit de Hermann). Auf der Weißmeerfahrt nach Archangelsk wurden dreizehn Schiffe eingesetzt, um Getreide nach Frankreich zu bringen.
Sie besaßen eine Beteiligung an der Kramerschen Werft am Reiherstieg. Eine Schiffsliste der Familie führt für die Zeit von 1717 bis 1880 einhundertvierzig Schiffe im Familienbesitz.
Rudolph Roosen (1830–1907) war hamburgischer Senator.
- Sieveking

waren und sind eine Kaufmannsfamilie, die mehrere Senatoren und Bürgermeister stellte.
Georg Heinrich Sieveking erwarb ein Vermögen im Handel mit Nordamerika und den französischen Atlantikhäfen. Sein Geschäft betrieb er lange Zeit gemeinsam mit Caspar Voght. Als hamburgischer Gesandter in Paris erreichte er die Aufhebung eines Handelsembargos gegen Hamburg.
- Sloman

Robert Miles Sloman (1783–1867), Sohn eines englischen Schiffsmaklers gründete Deutschlands älteste bestehende Reederei Rob. M. Sloman, die die Linienschifffahrt nach England und Nordamerika ab 1836 betrieb. eine regelmäßige Paketfahrt nach New York wurde aufgenommen und Auswanderer als Ausfracht mit in die Vereinigten Staaten genommen. 1849 wurde die Helena Sloman als erstes Dampfschiff für den Nordatlantikverkehr in Betrieb genommen, die allerdings bereits auf der dritten Fahrt unterging.
Henry B. Sloman (1848–1931), der in Chile ein Vermögen mit dem Salpeterabbau verdiente und Auftraggeber für das Chilehaus war, ist ebenfalls der Familie zuzurechnen.
- Woermann

Carl Woermann und dessen Sohn Adolph Woermann bauten den Handel mit Afrika aus und richteten mit der Woermann-Linie eine regelmäßige Schiffsverbindung mit Nigeria, Kamerun und Namibia, dem damaligen Deutsch-Südwestafrika, ein. Dem Handelshaus kam eine umstrittene Rolle in der Kolonialisierung Afrikas zu, öffentlich diskutiert, nachdem die Woermann-Linie im Jahr 1904 deutsche Truppen zur Bekämpfung des Herero-Aufstandes nach Namibia verschifft hatte und gute Gewinne damit einbrachte.
- Jauch

Die Jauch traten erstmals Ende des 17. Jahrhunderts in Hamburg auf. 1752 verlagerten die Jauch ihr Handelsgeschäft aus dem wirtschaftlich bedeutungslos werdenden Lüneburg nach Hamburg. Johann Christian Jauch senior und seine Söhne und Enkel bauten J. C. Jauch & Söhne zur marktbeherrschenden Holzhandlung Hamburgs aus mit Geschäftsbeziehungen nach Russland und Übersee. Das Unternehmen hatte seinen Sitz am Holzhafen auf dem Stadtdeich.

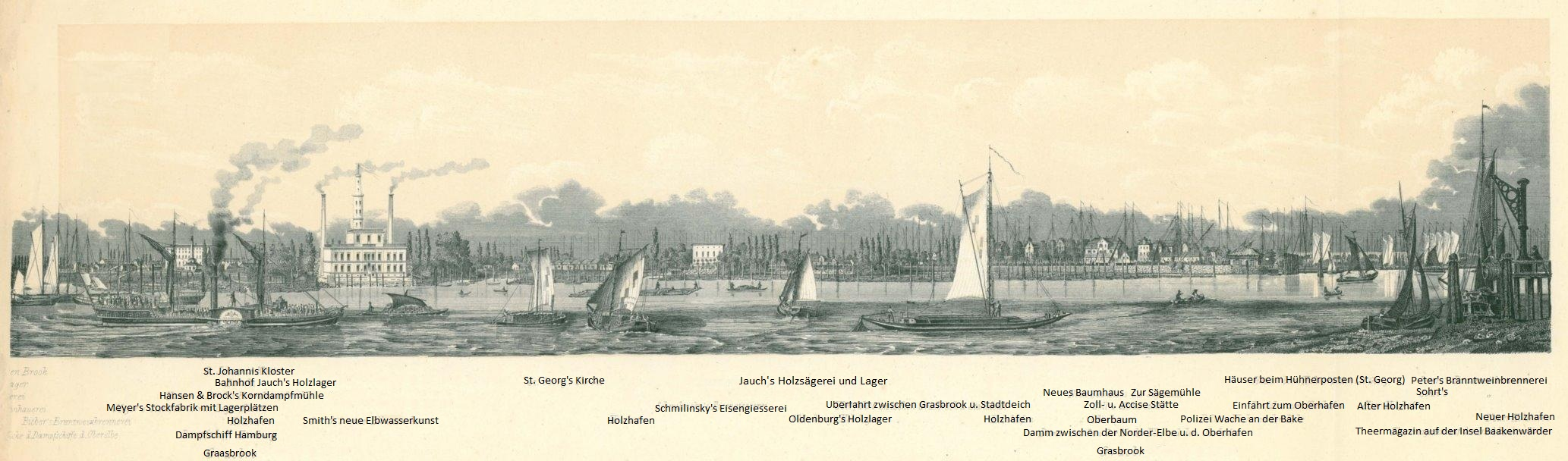
Der Holzhafen des Hamburger Hafens um 1850 vom Kleinen Grasbrook aus gesehen mit Smith’s neuer Elbwasserkunst (vgl. Elbwasserkunst) (halblinks), Schmilinskys Eisengießerei (Mitte), mit den in der Elbe gelegenen Holzlagern und der Sägerei von J. C. Jauch & Söhne am Stadtdeich (links und Mitte) und Flößern, die neues Holz für die Jauchsche Handlung auf der Elbe bringen (Bildmitte)

Jauch Gebr. Import & Export betrieben vornehmlich den Kaffeehandel mit den Jauchschen Kaffeeplantagen in Guatemala. Walter Jauch gründete in Hamburg Jauch & Hübener, die größten deutschen und bis zum Zweiten Weltkrieg die größten kontinentaleuropäischen Versicherungsmakler.

## Die Zeit der Kontinentalsperre
Nach der Seeschlacht von Trafalgar (21. Oktober 1805) untersagte Napoleon den Handel mit Waren von und nach den britischen Inseln. Um diese Kontinentalsperre durchzusetzen, wurden u. a. in den von Frankreich beherrschten Gebieten britische Waren beschlagnahmt und britische Händler polizeilich verfolgt.
Gegen Ende 1807 weitete Napoleon die Sperre auch auf die neutrale Schifffahrt aus; weitere graduelle Verschärfungen folgten.
Napoleons Protektionismus (Schutz des eigenen Wirtschaftsraums) fügte der kontinentalen Wirtschaft Schaden zu. Der Schmuggel blühte auf. Da britische Importe weiterhin auf den Kontinent kamen, erklärte Napoleon, er müsse die ganze Nordseeküste unter seine Aufsicht nehmen. Am 13. Dezember 1810 annektierte er Gebiete an den Mündungen der Ems, der Weser und der Elbe sowie die Hansestädte Bremen, Hamburg und Lübeck.
Die Kontinentalsperre belastete besetzte Gebiete vor allem dort, wo man auf den Bezug britischer Waren oder Kolonialwaren und/oder auf den Export nach Großbritannien angewiesen war. Die norddeutschen Hafenstädte waren durch einen Rückgang der Schifffahrt und durch Kapitalabfluss nach Großbritannien von der Sperre stark betroffen. Beispielsweise brach der Handel von Massengütern wie Holz und Getreide zwischen Großbritannien und Deutschland völlig zusammen (Großbritannien war weitgehend abgeholzt; in dieser Zeit herrschte vielerorts Holznot).
Vielerorts waren soziale Unruhen die Folge. 1814 endete die Kontinentalsperre.
1816 traf das Jahr ohne Sommer auch Hamburg.

## Hafenerweiterungen im 19. und beginnenden 20. Jahrhundert
Nach 1814 und der Neuordnung Europas (Wiener Kongress 1815) nahm der Handel schnell wieder zu. Der Beginn der Industrialisierung ließ die Warenströme ansteigen.
Unabhängigkeitsbemühungen der spanischen, portugiesischen und französischen Kolonien belebten den direkten Handel über den Atlantik. In zahlreichen Städten wurden Niederlassungen Hamburger Handelshäuser aufgebaut, die häufig unter der Leitung von Familienangehörigen der Inhaber der Hamburger Häuser standen. Die Importgüter waren Zucker, Kaffee, später auch Kautschuk und Salpeter. Auf der Hinfahrt wurden Textilien und Werkzeuge und in kleineren Anzahlen auch Auswanderer nach Südamerika befördert.
Der Handel mit Nordamerika (Tabak und Baumwolle) blieb den bremischen Kaufleuten vorbehalten, die in der Gegenrichtung schon frühzeitig Auswanderer in die Vereinigten Staaten mitnahmen.
1835 wurde mit Abstand zu den sonstigen Hafenanlagen vor dem Hamburger Berg, dem heutigen St. Pauli, beim ehemaligen Walfängerhafen, ein eigener Dampfschiffanleger errichtet, um die Feuergefahr von den Segelschiffen fernzuhalten, 1840 wurden an dieser Stelle die ersten St. Pauli Landungsbrücken gebaut. Die Maßnahmen erwiesen sich jedoch schon bald als nicht ausreichend für die Bewältigung der wachsenden Handelsströme und Umschlagsbedürfnisse.
Hamburg beauftragte eine Kommission (J. Walker – W. Lindley – H.Hübbe) ein Planungskonzept für den Hafenausbau zu entwickeln, das 1845 vorgelegt wurde und einen Dockhafen nach Londoner Vorbild vorsah und nicht umgesetzt wurde, da Behinderungen durch die notwendigen Schleusen befürchtet wurden. Auf Initiative der Commerzdeputation wurde 1858 ein anderes Konzept mit Kaianlagen für den unmittelbaren Güterumschlag ohne lange Lagerung, mit maschineller Unterstützung durch Kräne und Bahnanbindung vorgelegt und schließlich umgesetzt.
1860 erließ der Senat den Generalplan für den Ausbau des Hamburger Hafens; dieser wurde umgesetzt von Johannes Dalmann, dem späteren Wasserbaudirektor von Hamburg.
Ein System von Verbindungskanälen zwischen den Hafenbecken und nur relativ wenige Schleusen reduzierten vor allem – durch eine Lenkung der Wasserflüsse während der Gezeiten – die Sedimentablagerung. Die Ellerholz- und die Rugenberger Schleuse gehören zu diesem System.

### Technischer Fortschritt und Wachstum

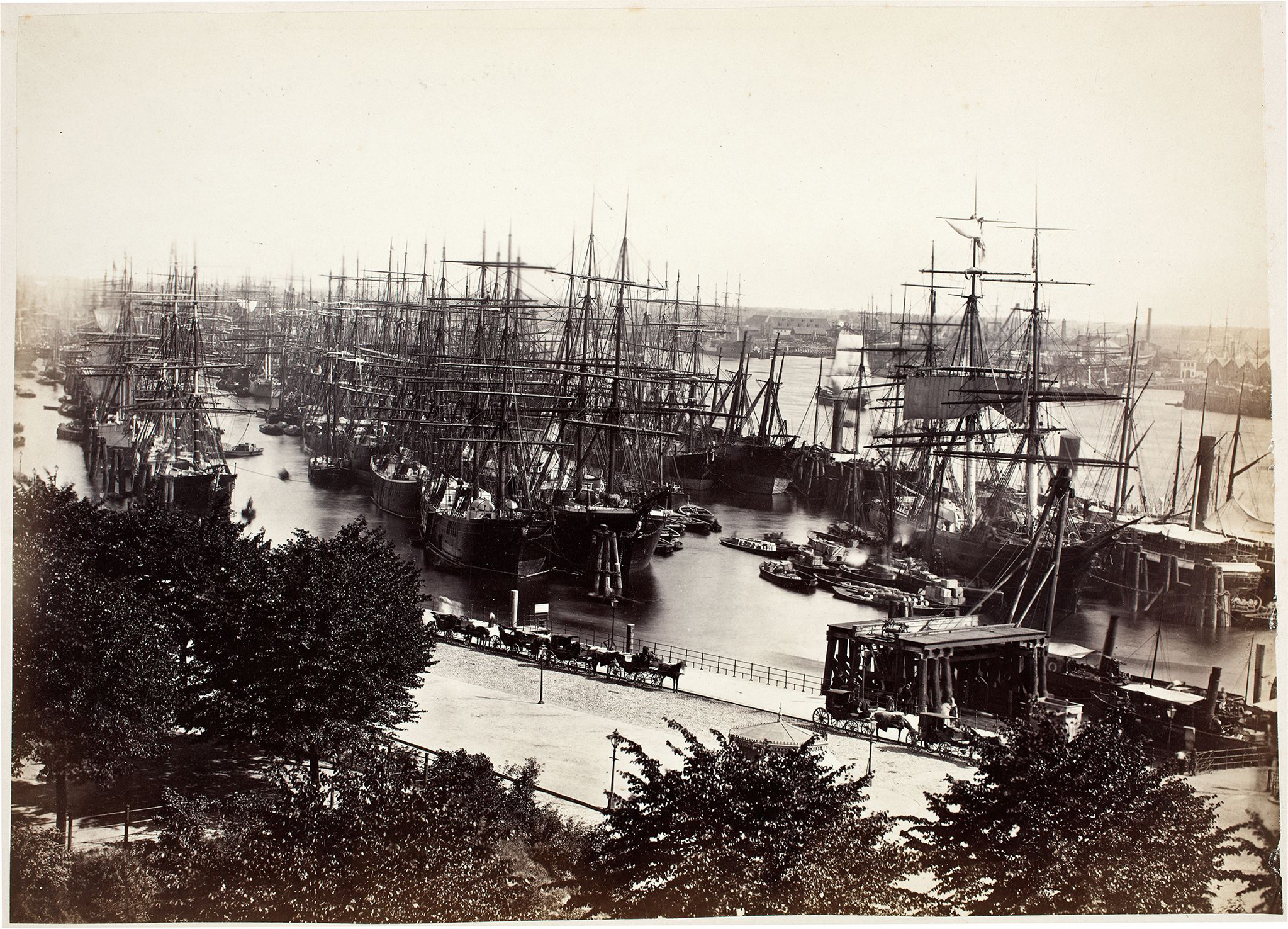
Der „Hamburger Hafen“ 1883
Fotografie von Georg Koppmann

Im neunzehnten Jahrhundert führten mehrere Faktoren zu einer Ausweitung des Seehandels im Hamburger Hafen:
- die Weltbevölkerung wuchs stark; ebenso die Bevölkerung Deutschlands;
- neue Rohstoffe in Übersee wurden erschlossen.
- Der Schiffbau verwendete zunehmend Eisen, zunächst für die Masten, später auch bei der Gesamtkonstruktion der Schiffe. Die Schiffsgrößen, die seit dem Mittelalter nur wenig zugenommen hatten, nahmen aufgrund neuer Bauweisen erheblich zu und überschritten die 1.000 Tonnen-Marke.

| Schiffstyp            | Vorkommen   | Länge    | Tragfähigkeit | Bemerkungen                                                         |
| --------------------- | ----------- | -------- | ------------- | ------------------------------------------------------------------- |
| Prahm                 | 13.–18. Jh. | 12       | 7,5 t         | beispielsweise für den Salztransport auf dem Stecknitzkanal         |
| Kogge                 | 12.–14. Jh. | 20–30 m  | 80–200 t      | Verbreitetes Standardschiff                                         |
| Holk                  | 11.–15. Jh. | 25 m     | 100–20 t      | verbreiteter flacher Typ bis zu 300 t                               |
| Klinkerbauweise       | 12.–14. Jh. |          |               | stufig überlappende Rumpf-Beplankung                                |
| Kraweel-Bauweise      | 12.–15. Jh. | 25–30 m  | 120 t         | glattere Beplankung als bei Holk und Klinker-Rumpf, daher schneller |
| Karacke               | 14.–16. Jh. | bis 40 m | bis 500 t     | Dreimaster / später auch Viermaster                                 |
| Pinassschiff          | 16.–17. Jh. | 35–45 m  |               | Ostindienfahrer                                                     |
| Brigg                 | 19. Jh.     | 50 m     | 140–350 t     | Zweimaster, auch Schnau mit anderer Takelung                        |
| Bark                  | 19. Jh.     | 90 m     | 1500–4500 BRT | Drei- /Viermaster                                                   |
| Logger                | 18.–19. Jh. | bis 20 m | 100 t         | Küstenfrachtschiff, Dreimaster                                      |
| Vollschiff Windjammer | 19. Jh.     | 110 m    | 4000 t        | Vier- /Fünfmaster Stahlmasten                                       |
| Klipper               | 19. Jh.     | 45–100 m | 500–1800 BRT  | sehr schnell                                                        |

Durch Verbesserungen der Schiffsmotore wurden dann auch wirtschaftlich fahrende Dampfschiffe möglich, die nach und nach die Segelschiffe ablösten.

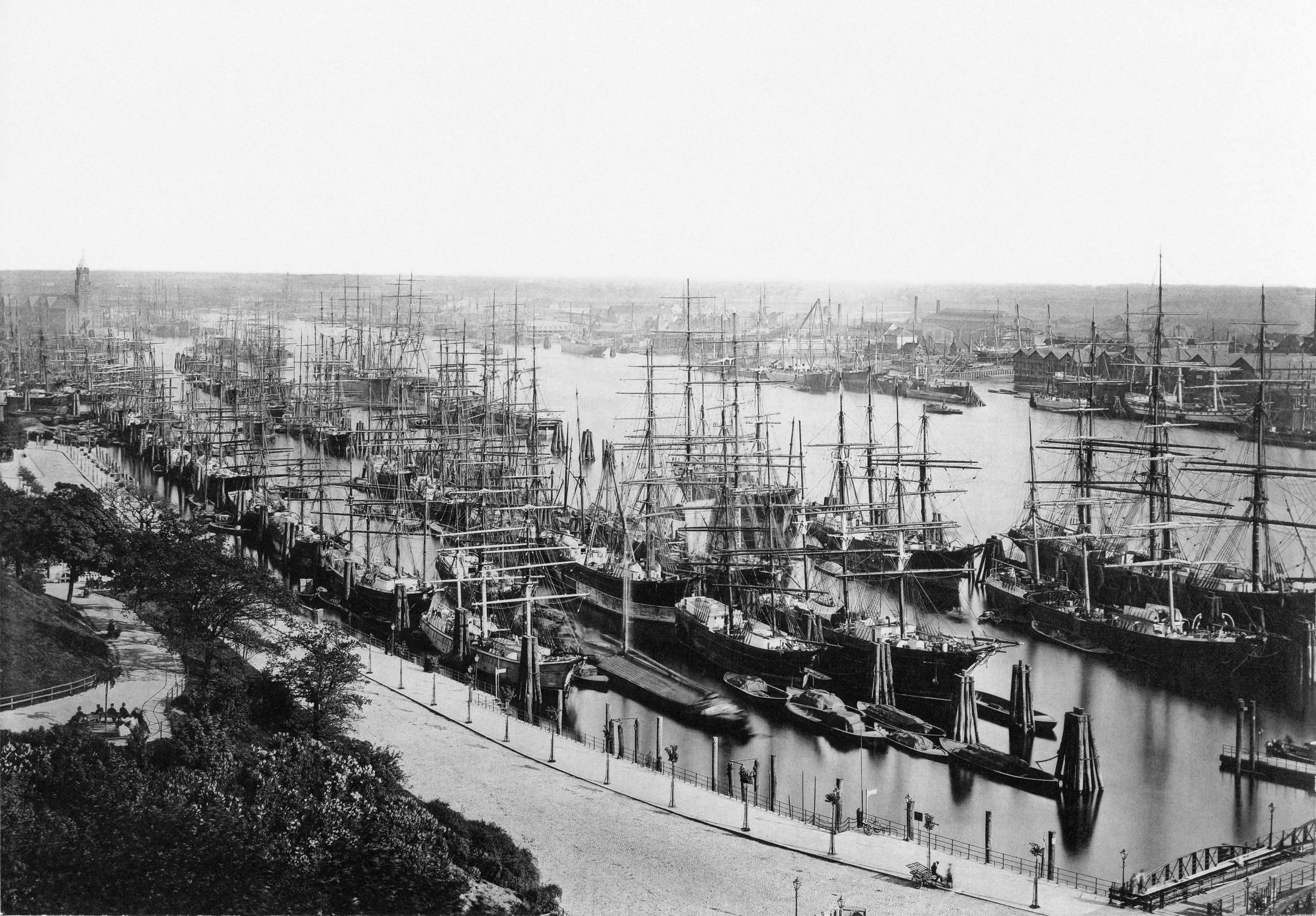
Schiffe an den Vorsetzen (1883)

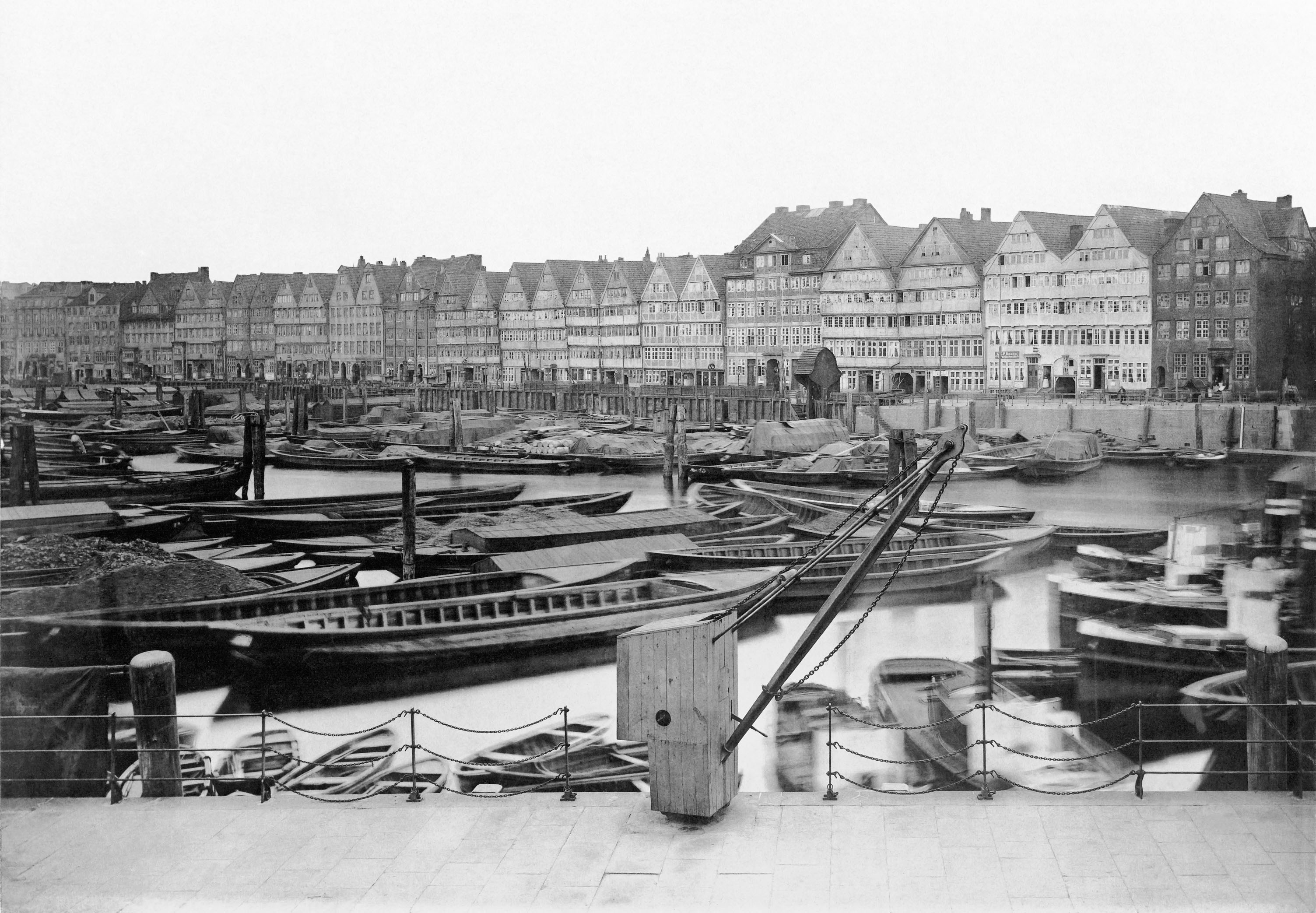
Schuten am Kehrwieder (1883)

Die Motorisierung der Schiffe führte zu zahlenmäßig kleineren Schiffsbesatzungen, die die Lösch- und Ladearbeiten der Schiffe, deren Ladungskapazität zunahm, nicht mehr allein erledigen konnten. Ab 1840 wurde die Ladungsarbeiten zunehmend von landständigen Tagelöhnern (den Schauerleuten) ausgeübt. Die Beschäftigung der Schauerleute war größtenteils unstet und es gab immer wieder Zeiten ohne Beschäftigung. Eine geregelte Arbeitsvermittlung fehlte und die wirtschaftliche Situation der wenig organisierten Arbeiter führte zum Hamburger Hafenarbeiterstreik 1896/97.
Elektrische Winden an Bord und elektrische Kräne an den Kaianlagen, beispielsweise von Kampnagel in Hamburg gebaut, erleichterten die Ladetätigkeit. Die Bauweise der Kräne als Portalkran machten eine direkte Verladung auf Eisenbahnwaggons möglich, die dicht an die Kaikante herangeführt werden konnten.
Die Anbindung des Hafens an die Eisenbahn erfolgte ab 1866 mit der Quaibahn, die später zur Hamburger Hafenbahn ausgeweitet wurde, zum Berliner Bahnhof. 1872 ging dann die Eisenbahnanbindung über die neuen Elbbrücken in Betrieb. Das Verschiffen der Waren nach Harburg und das dortige Umladen wurde damit überflüssig.
Neben dem landseitigen Löschen und Laden wurde ein Teil der Güter über Schuten und Ewer wasserseitig entladen und weiter befördert. Der Weitertransport erfolgte dann über kleinere Seeschiffe oder mit Binnenschiffen über die Elbe ins Landesinnere.
Es liegen keine langfristig durchgängigen Handelsstatistiken vor, doch für verschiedene Jahre gibt es immer wieder einmal statistische Erhebungen:
Das Ladevolumen betrug 1855 14 Mio. Tonnen, 1860: 21 Mio. t, 1871: 34 Mio. t, davon jeweils die Hälfte seewärts. Die Anzahl der Schiffe lag pro Jahr mit geringen Schwankungen in diesem Zeitraum bei 5200 Schiffen, die Größe des Schiffsraums wuchs von 1,2 auf 1,9 Mio. BRT.
Wertmäßig hatte 1872 Großbritannien mit 504 Mio. Mark den größten Anteil an der Einfuhr (USA: 114 Mio. Mark, Brasilien 54 Mio. Mark). Entsprechend den Ländern war die Verteilung der Güter: Textilien 155 Mio. Mark, Kaffee 141 Mio. Mark, Rohzucker und Tabak jeweils 31 Mio. Mark.
Der Weitertransport der Güter erfolgte bereits 1875 in einem erheblichen Maß mit der Bahn: Berlin-Hamburger-Eisenbahn: 3,8 Mio. t, Lübeck-Hamburg 0,8 Mio. t, Venlo-Hamburg 1,2 Mio. t. Per Binnenschiff in Richtung Oberelbe wurden 3,9 Mio. t weiter transportiert.

### Der Große Grasbrook

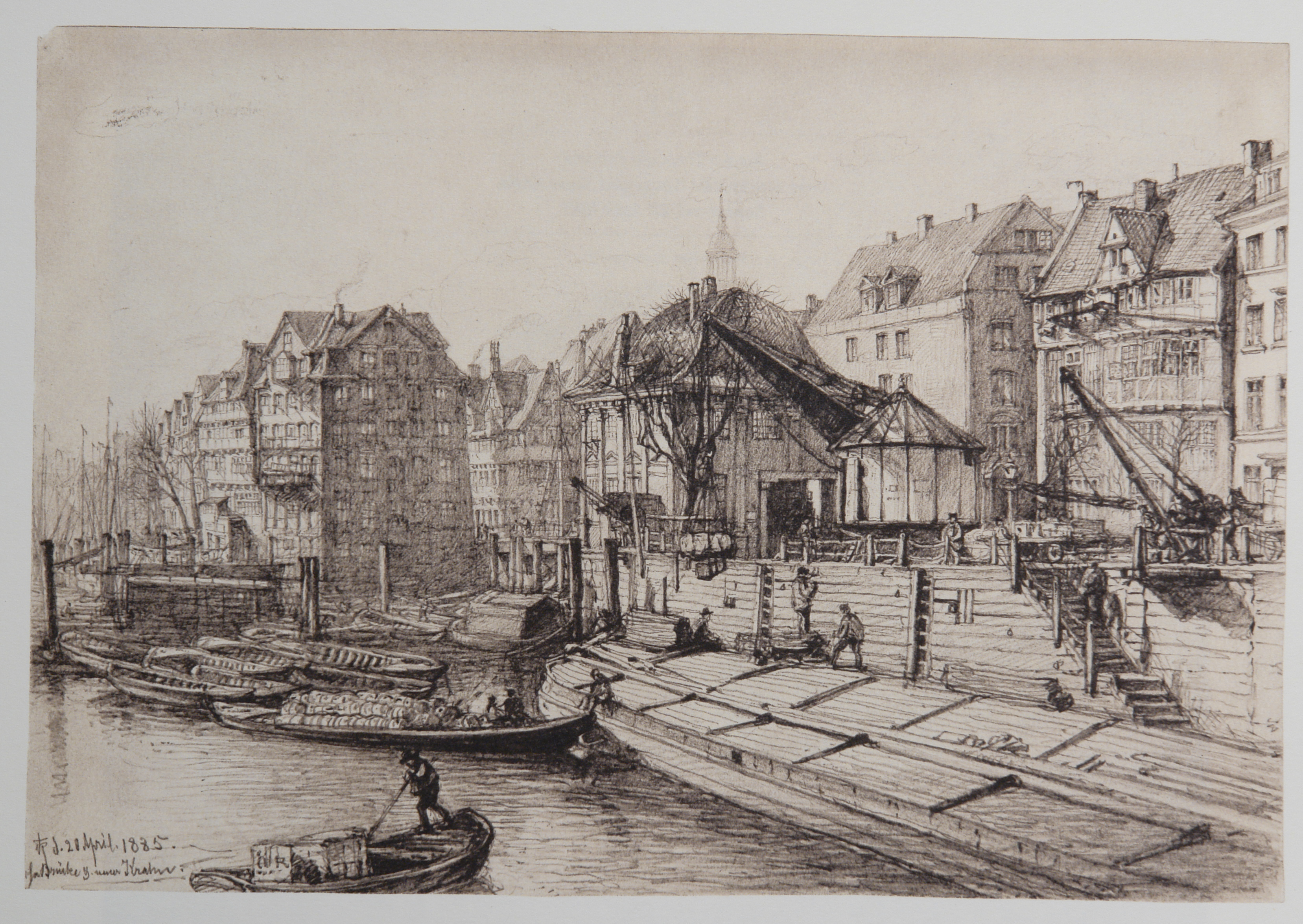
Binnenhafen – Blick von der Brooktorbrücke 1885

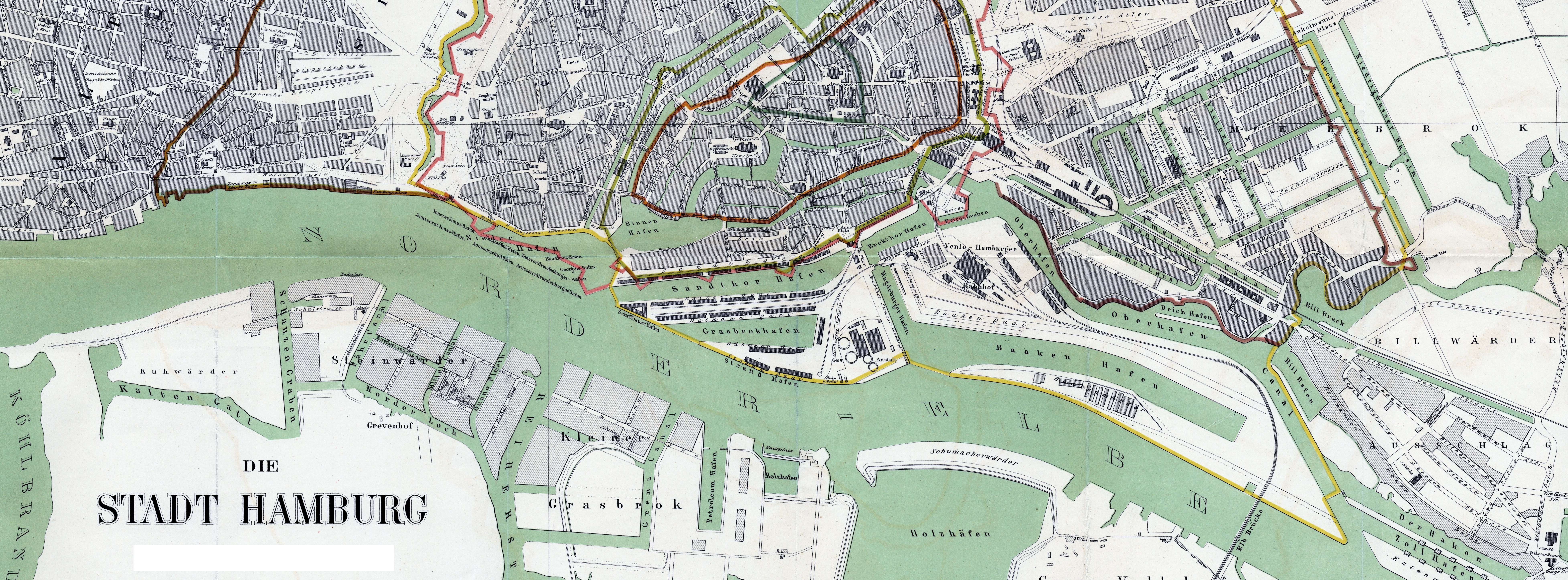
1880: Auf dem Großen Grasbrook sind die Hafenbecken fertig, während sie auf dem Kleinen Grasbrook noch überwiegend fehlen. Die Speicherstadt existiert noch nicht, jedoch ist die Hamburg-Venloer Bahn mit der Elbbrücke und dem Venloer Bahnhof bereits in Betrieb.

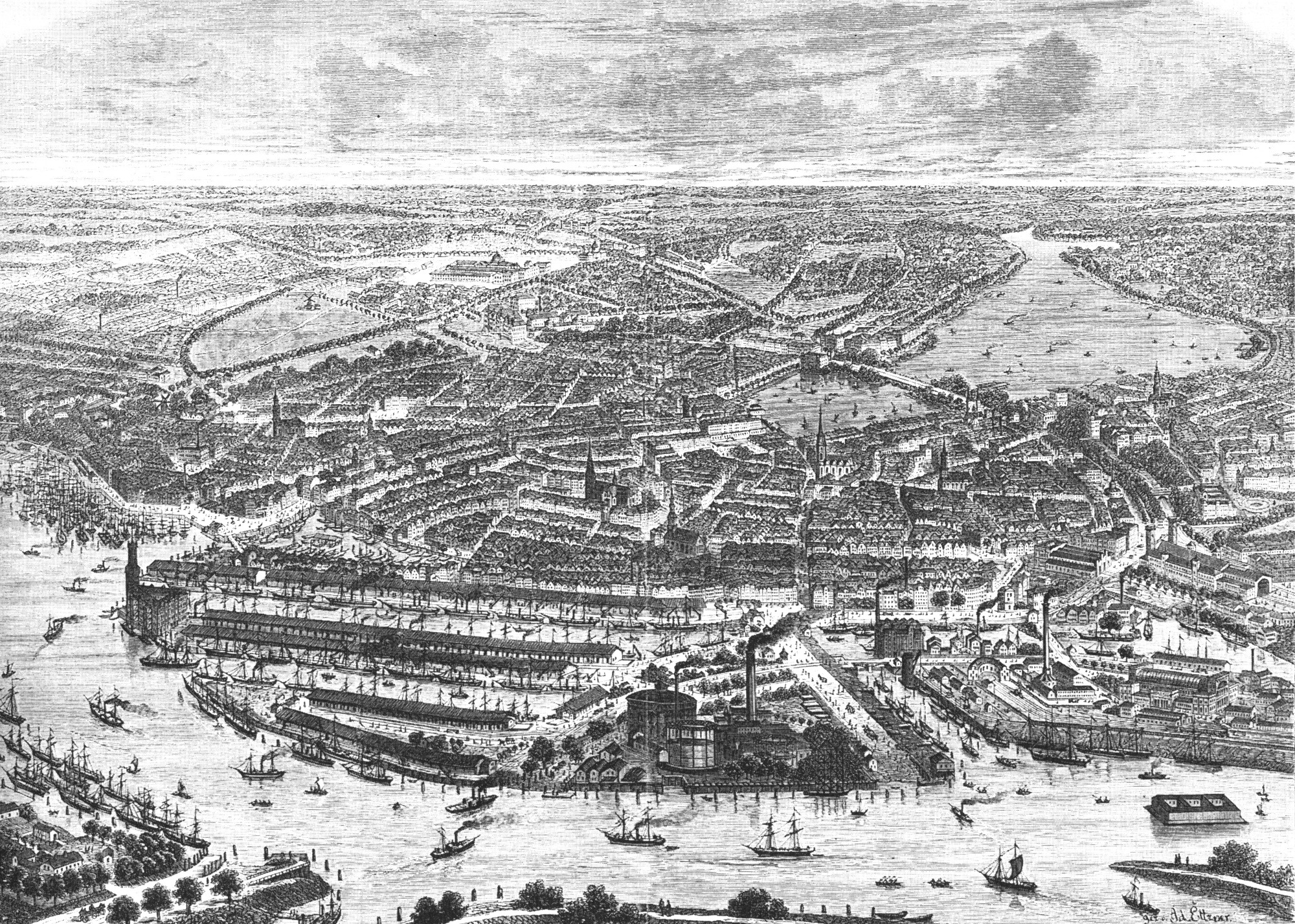
Der Große Grasbrook 1882 mit den neuen Hafenanlagen, links der Kaispeicher A auf der Johns’schen Ecke (Kaiserhöft), mittig das Gaswerk. Der Bau der Speicherstadt hat noch nicht begonnen.

Für die Hafenerweiterung besonders geeignet war die Elbinsel des Grasbrooks, ehemals ein sumpfiges Gelände im Stromspaltungsgebiet, unmittelbar vor der Stadt gelegen. Im 16. Jahrhundert war das Gelände mit einem Durchstich und der Verlagerung der Norderelbe geteilt worden. Der Kleine Grasbrook liegt seither auf der südlichen Elbseite, der stadtnahe Große Grasbrook wurde bis Ende des 18. Jahrhunderts vornehmlich als Weideland genutzt. Zu erreichen war er über das Brooktor und die dazugehörige Brücke, in etwa bei der heutigen Brooktorbrücke. 1532 wurde der nördliche Teil des Großen Grasbrooks, der Kehrwieder und der Wandrahm in die befestigte Stadt einbezogen. Die Verteidigungsanlagen aus dem 17. Jahrhundert verliefen in etwa am heutigen Sandtorkai, vorgelagert war ein fast 70 Meter breiter Graben. An der Ericusspitze mit dem Ericusgraben ist diese Anlage heute in Teilen noch erkennbar. Mit dem Abbruch der Stadtmauer nach der Franzosenzeit am Anfang des 19. Jahrhunderts entstanden Freiflächen in unmittelbarer Nähe der Stadt. Der westliche Teil des Stadtgrabens am Kehrwieder wurde 1830 zum neuen Bassin durch Vertiefung und Verbreiterung ausgebaut und später zum Sandtorhafen ergänzt.
Der südliche, direkt an der Norderelbe gelegene Teil des Großen Grasbrooks, diente den Schiffzimmerern als Werftgelände. 1844 wurde hier auch das erste Hamburger Gaswerk errichtet, das bis 1976 in Betrieb war.

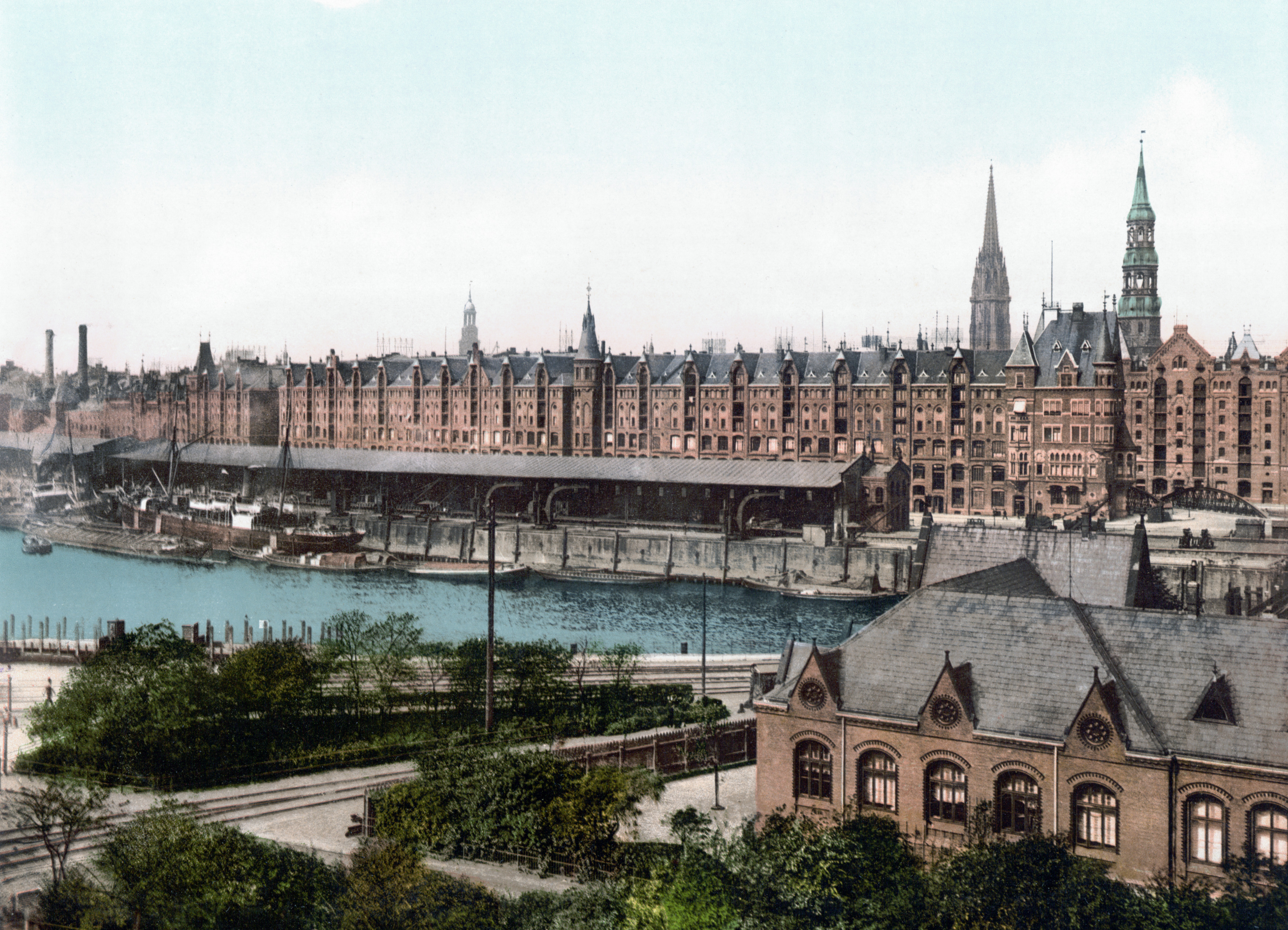
Sandtorkai mit Krananlagen, hinter den Schuppen die Speicherstadt, um 1900

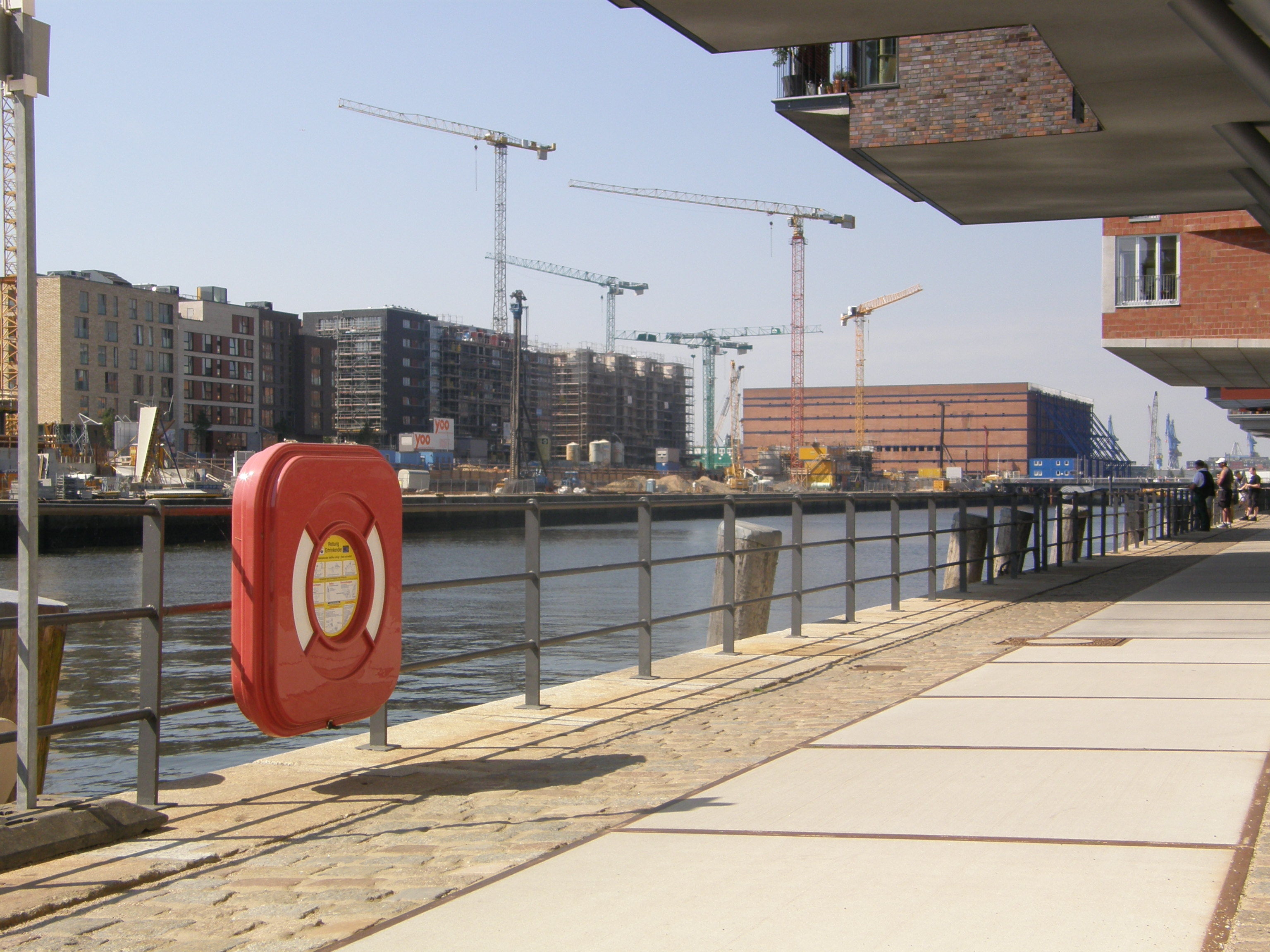
Sandtorkai der HafenCity, Blick auf die Baustelle der Elbphilharmonie, 2007

Das erste Hafenbecken, der Sandtorhafen, wurde unter Leitung von Wasserbaudirektor Johannes Dalmann von 1863 bis 1866 auf dem Großen Grasbrook vor dem ehemaligen Sandtor des geschleiften Stadtwalls angelegt. Die hier zuvor ansässigen Schiffbauer und Werften mussten auf die andere Elbseite zum Kleinen Grasbrook und nach Steinwerder, umsiedeln.
Die neugeschaffenen Kaianlagen des nördlichen Sandtorkais bestanden aus hölzernen Bollwerken, später beim südlichen Kaiserkai, 1872 fertiggestellt, aus Mauern aus Klinkern, an der die Seeschiffe direkt anlegen konnten. Sie galten als Meisterwerke baulicher Statik, da sie dem Erddruck auf der einen und dem tidenbedingten unterschiedlichen Wasserdruck auf der anderen Seite standhalten mussten. Sie verfügten meistens über parallel zur Kaikante auf Schienen bewegliche Krananlagen für den Stückgutumschlag, über Eisenbahnanschluss sowie einfache Kaischuppen, die dem Sortieren, nicht aber dem Lagern von Waren dienten. Dies ermöglichte zum ersten Mal einen direkten Warenumschlag in Bahnwaggons oder Fuhrwerke und galt seinerzeit als das modernste Umschlagsystem der Welt. Binnen weniger Jahre erfolgte der Bau weiterer Hafenbecken auf dem Großen Grasbrook, so des Grasbrookhafens (1876), des Magdeburger Hafen (ab 1872) und des Brooktorhafen (um 1880) mit einem Durchlass zwischen beiden.
Für den Gleisanschluss wurde zwischen Deichtor am ehemaligen Stadtrand und dem Theerhof am östlichen Ende des Großen Grasbrooks eine Eisenbahnbrücke, die Große Wandrahmsbrücke, über den Oberhafen angelegt. Mit dem Ausbau des Hafens musste auch das Problem der Brückenverbindung über die Elbe gelöst werden, es sollte eine Stelle gefunden werden, an der die Schifffahrt nicht behindert würde. Von 1868 bis 1872 wurden für die Hamburg-Venloer Bahn über Norder- und Süderelbe die beiden ersten Elbbrücken errichtet; gefolgt von den beiden Straßenbrücken Neue Norderelbbrücke (1887) und Alte Harburger Elbbrücke (1899) mit ihren eindrucksvollen Sandsteinportalen. Die Bahnstrecke verlief entlang des Oberhafen, überbrückte von der Insel Baakenwerder die Norderelbe zur Veddel, durchlief Wilhelmsburg und überquerte beim Finkenriek die Süderelbe zum damals zur Provinz Hannover gehörenden Harburg. Im Kaiserreich erhielten die Hafenanlagen Ende 1872 mit Inbetriebnahme des Venloer Bahnhofs (ab 1892 Hannoverscher Bahnhof) im Ostteil des Großen Grasbrooks nahe dem Magdeburger Hafen eine Bahnanbindung der Köln-Mindener Eisenbahn-Gesellschaft (ab 1879 Teil der Preußischen Staatseisenbahnen). Für den Straßenverkehr wurde parallel von 1884 bis 1887 die Freihafenbrücke errichtet. Für die Anbindung des 1906 fertiggestellten Hauptbahnhofs wurde von 1902 bis 1904 die Oberhafenbrücke als Drehbrücke für den Straßen- und Eisenbahnverkehr errichtet.
An der markanten und weithin sichtbaren Spitze des Kaiserkais, dem Kaiserhöft, zuvor Johns’sche Ecke nach der dort gelegenen Werft genannt, ließ Johannes Dalmann 1875 den imposanten „Kaiserspeicher“ (Kaispeicher A) errichten. Insbesondere sein Turm mit einer Zeitball-Anlage, dessen Signalball jeden Mittag um exakt zwölf Uhr fiel und den Schiffern die präzise Regulierung der für die Navigation wichtigen Chronometer ermöglichte, galt viele Jahrzehnte als das Wahrzeichen des Hafens, bis er 1963 abgerissen und durch einen monumentalen, aber schlichten Speicherbau ersetzt wurde. Auf dessen entkernten Außenmauern wird seit 2007 die Elbphilharmonie errichtet, ein viel diskutiertes Renommierprojekt der Stadt.

### Der Freihafen

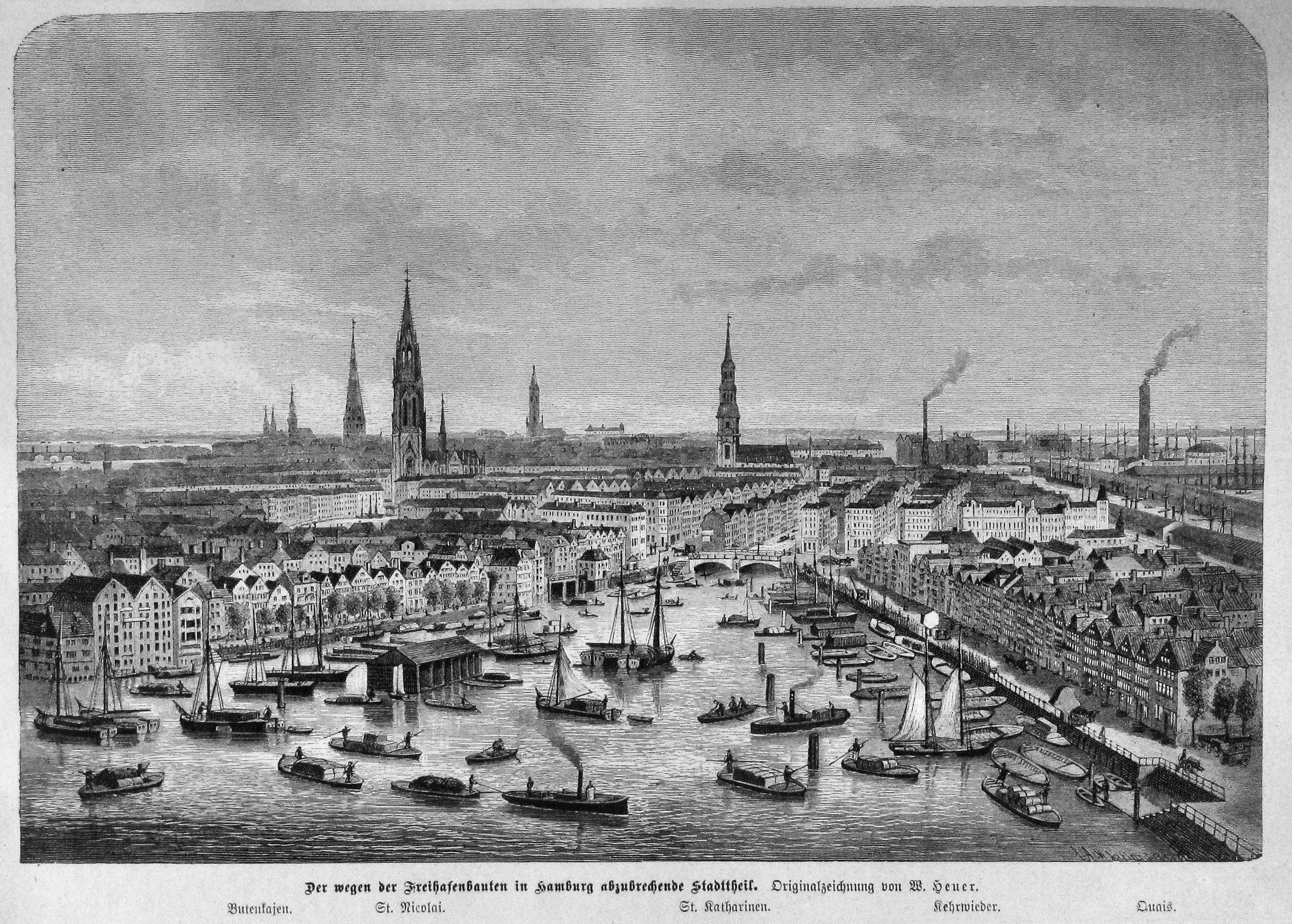
„Der wegen der Freihafenbauten abzubrechende Stadtteil“,
Blick auf den Binnenhafen, rechts das Kehrwiederviertel vor dem Abriss für die Speicherstadt
Illustration in Die Gartenlaube 1883

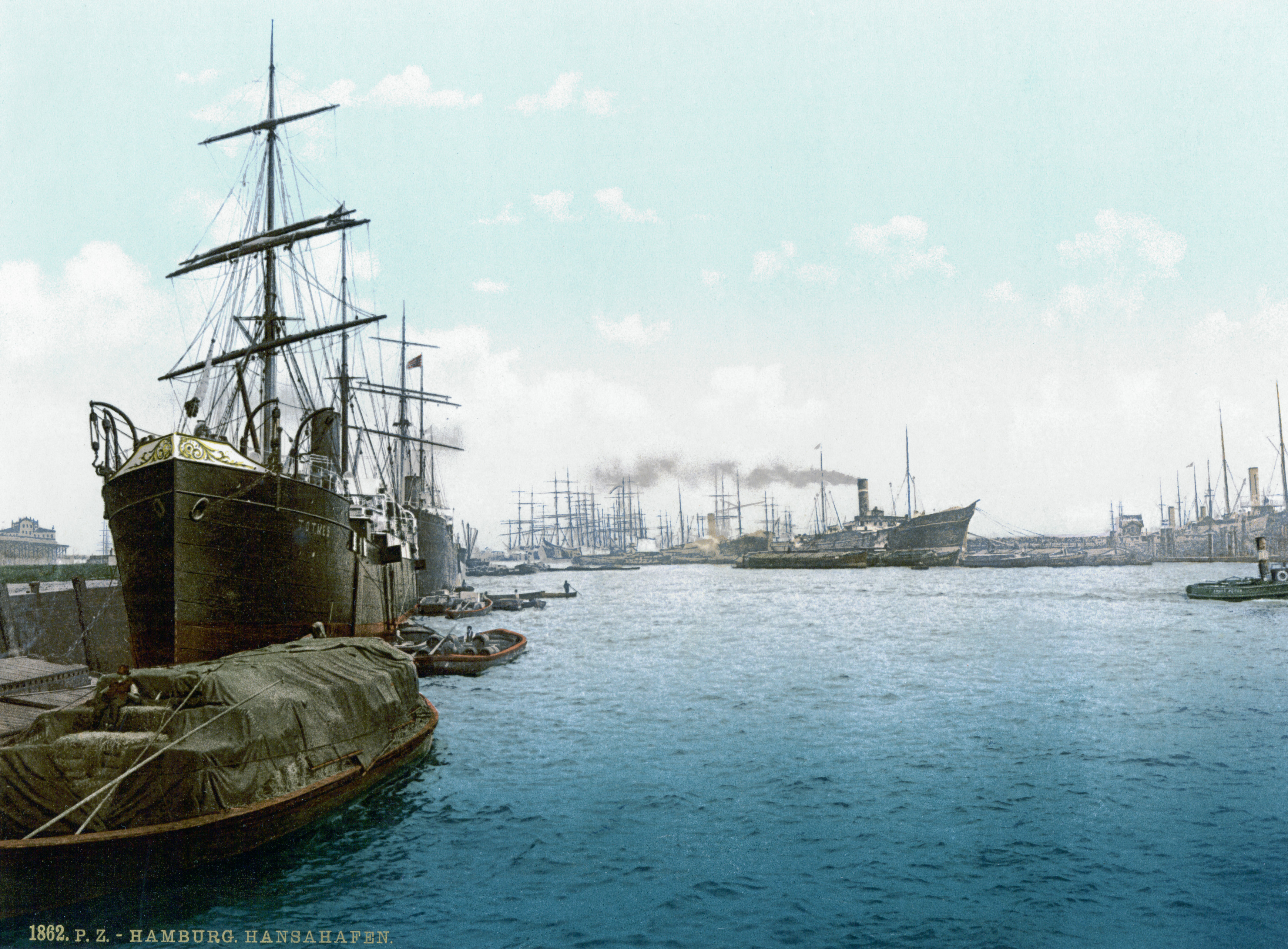
Hansahafen um 1900, links Bremer Kai und Einmündung des Indiahafens, rechts der O'Swaldkai, dahinter, Richtung Stadt, der Segelschiffhafen

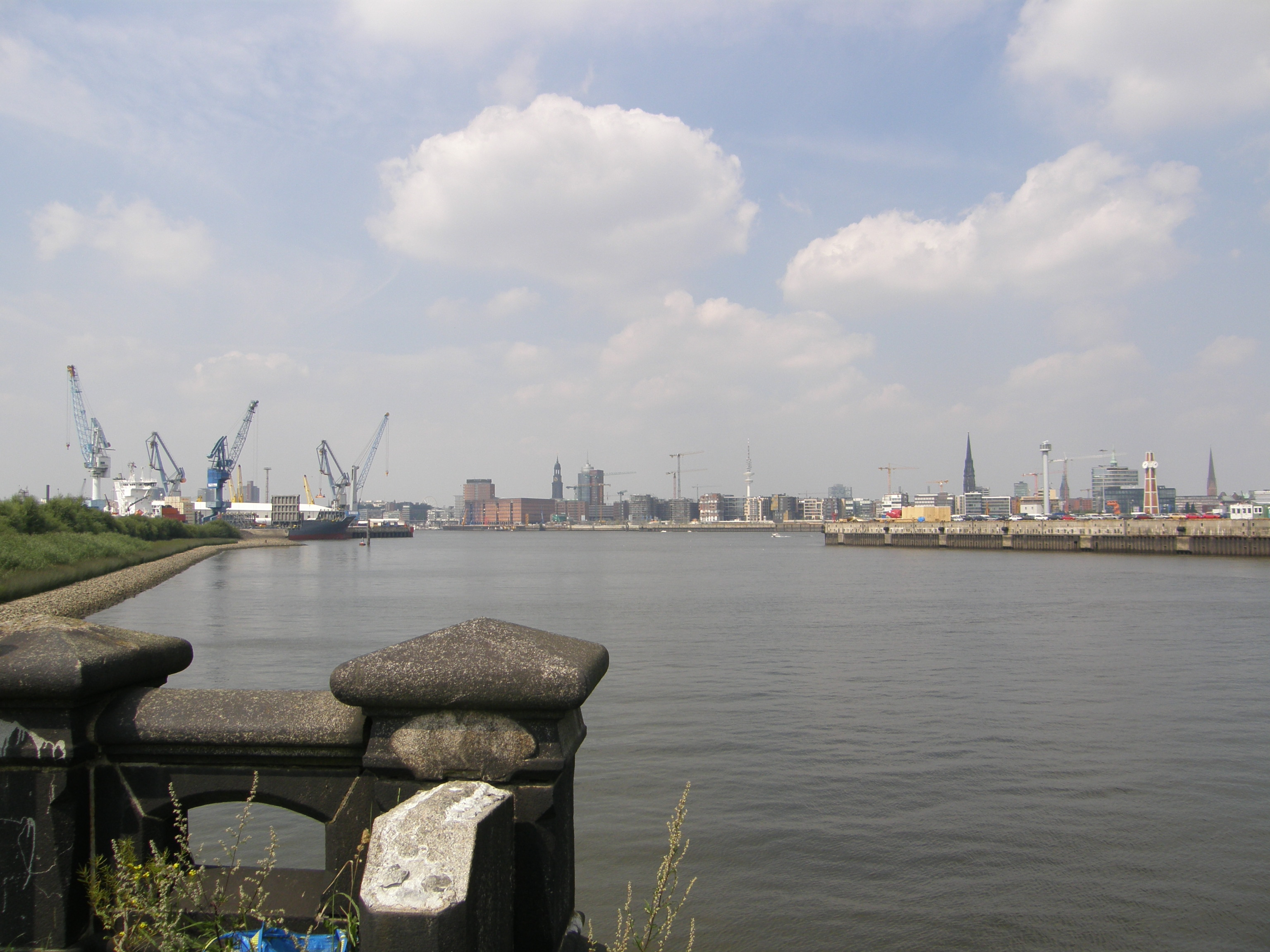
Blick vom Hansahöft (Bremer Kai) zur HafenCity auf der anderen Elbseite 2007; links der aufgeschüttete Indiahafen, rechts der O'Swaldkai

Nach dem Deutsch-Französischen Krieg von 1870 bis 1871 wuchs der Druck auf die bis dahin Freie Reichsstadt Hamburg, dem neugegründeten Deutschen Reich und dem Zollverein beizutreten. Mit dem Zollanschlussvertrag vom 25. Mai 1881 fanden die Verhandlungen um die Angliederung einen Kompromiss. Hamburg verlor zwar seinen Status als zollfreies Staatsgebiet, doch ein festgelegtes Gebiet, das den Großen und den Kleinen Grasbrook umfasste, sollte als Freihafen zum Zollausland deklariert werden. Dort blieb weiterhin der freie Umschlag und die Lagerung von Waren sowie die abgabefreie Weiterverarbeitung von Importgütern innerhalb der gesetzten Grenzen möglich. Die Zufahrt über die Unterelbe war ebenfalls zollfrei und die Zollverwaltung lag in Hamburger Hand.
In diesem Zusammenhang wurde 1883 ein weiterer Generalplan für den Ausbau des Hamburger Hafens verabschiedet. Zur Schaffung eines Gebiets, das sowohl innerhalb der Freihandelszone wie in der Nähe der Innenstadt lag, mussten die von 20.000 Menschen bewohnten Stadtviertel Kehrwieder und Wandrahm geräumt und 1.000 Wohnhäuser und Speicher niedergelegt werden. Hier wurde in wenigen Jahren die Speicherstadt errichtet und bereits am 15. Oktober 1888 ihrer Bestimmung übergeben. Von 1886 bis 1899 entstand die südliche Bebauung des Grasbrookhafens, neue Anlagen am Strandhafen sowie Ausfuhr- und Sammelschuppen westlich und östlich des Magdeburger Hafens. In dieser Bauphase entstand um 1897 der Versmannkai und die Fruchtschuppen A und B.
Der Anschluss an das Deutsche Reich und die Einrichtung des Freihafens erwiesen sich, entgegen der langjährigen Befürchtungen und Widerstände der konservativen Hamburger Kaufmannschaft, für den weiteren Aufschwung Hamburgs als günstig. Binnen weniger Jahre musste der Hafen, und damit seine Freihafengrenzen, um ein Vielfaches erweitert werden. Da mögliche Flächen der stadtnahen Elbseite nunmehr belegt waren, setzte sich die Weiterentwicklung auf der Südseite der Norderelbe fort. Ab Mitte des 19. Jahrhunderts belegten Schiffbauer und Werften Grundstücke auf dem Kleinen Grasbrook und auf Steinwerder. 1869 wurden der Umschlag von feuergefährlichen Gütern auf die andere Elbseite verbannt und der Petroleumhafen eingerichtet. Um einen schiffbaren Weg außerhalb des Freihafens, zwischen Innenstadt und Speicherstadt, zu schaffen, verlegte man 1888 den Segelschiffhafen vom Binnenhafen, noch wenige Jahre zuvor der Kern des Hafens, zum Kleinen Grasbrook sowie den Holzhafen aus dem Oberhafen in die Billwerder Bucht. So wurde aus Dat Deep mit Oberhafen, Zollkanal und Binnenhafen die bis heute bestehende Wasserstraße geschaffen, die Altstadt und Neustadt von der Speicherstadt und der HafenCity trennt.
Das Freihafengebiet wurde in der Folge mehrfach geringfügig geändert. Mit der Einbeziehung der Containerterminals auf Waltershof und in Altenwerder wurde schließlich die maximale Ausdehnung erreicht. Mit der Entwidmung der Hafenflächen auf Kehrwieder wurde das Gebiet zunächst geringfügig verkleinert, die Zollstation war auf der Straße «Am Sandtorkai» (2003) und im folgenden Jahr bis kurz vor die Hamburger Elbbrücken zurückgenommen. Damit war das Gebiet nördlich der Norderelbe praktisch außerhalb des Freihafengebietes.
Im Dezember 2009 beschloss der Hamburger Senat, die Auflösung des Freihafens zum 1. Januar 2013 zu beantragen. Den notwendigen Gesetzentwurf brachte die damalige Bundesregierung im September 2010 auf den Weg; der Bundesrat stimmte den Entwurf am 17. Dezember 2010 zu. Durch das „Gesetz zur Aufhebung des Freihafens Hamburg“ vom 24. Januar 2011 (BGBl. I S. 50) wurde die Aufhebung zum 1. Januar 2013 wirksam.

### Kleiner Grasbrook und Steinwerder
Zwischen 1888 und 1893 entstanden der Hansahafen und der Indiahafen auf dem Kleinen Grasbrook. Mit einer Tiefe der Becken von 6,5 Metern bei mittlerem Niedrigwasser sowie vergrößerten Kaianlagen und Schuppenreihen konnten den wachsenden Schiffsgrößen und Gütermengen Rechnung getragen werden. Die Anlage von Flusshäfen im hintergelegenen Bereich, wie Moldau-, Saale- und Spreehafen, ermöglichten die Zufahrt von Binnenschiffen in die Seehafenbecken ohne Behinderung des Elbschiffsverkehrs und den direkten Umschlag und die Weiterverschiffung. Auch die technische Entwicklung brachte weiterhin Veränderungen in den Verlade- und Hebezeugen mit sich, Dampf- und Elektrokräne steigerten die Umschlaggeschwindigkeit um ein Vielfaches.
Der weitere Hafenausbau erschloss die Gebiete im westlichen Steinwerder, 1887 wurde der Kuhwärder-Hafen mit dem Gelände der Werft Blohm & Voss errichtet, 1899 der Kaiser-Wilhelm-Hafen und 1901 der Ellerholzhafen, die beide von der Hamburg-Amerikanische Packetfahrt-Actien-Gesellschaft (HAPAG) betrieben wurden. Auch diese Häfen wurden hinterlegt mit einem System aus Flusshäfen und Kanälen, die eine rückwärtige Durchschiffung von der Veddel bis zum Köhlbrand schufen.

### Auswanderung
Die Beförderung von Migranten spielte am Anfang des 19. Jahrhunderts keine große Rolle im Hafenbetrieb, da der Anteil der Fahrten nach Nordamerika für Hamburg geringer war als für Bremen. Passagiere waren als Ausfracht in Verschlägen ohne Komfort untergebracht, die sich nach der Schiffsankunft ausbauen und in Laderaum zurückverwandeln ließen; die sanitären Bedingungen waren schlecht.
1832 befürchtete Hamburg noch Schwierigkeiten beim truppweisen Auftreten von Auswanderern. Da die Passagiere bis zur Abfahrt des vollen Schiffes in der Stadt wohnen bzw. logieren und sich während der Passage auch selbst verköstigen mussten, war die Auswanderung ein beachtlicher Wirtschaftsfaktor. Aus humanitären Erwägungen verabschiedete Hamburg am 27. Februar 1837 eine Auswandererverordnung (die z. B. Mindestproviantmengen und Kojengrößen festlegte); damit war Hamburg fortschrittlicher als andere Häfen.
Die Vorschriften wurden später jedoch aufgrund von Interventionen von Reedern aufgeweicht. Ab 1850 stieg die jährliche Zahl der Passagiere schnell auf über 50.000. 1855 gründete die Stadt die Deputation für das Auswandererwesen.
Bei der Atlantikpassage des Segelschiffes »Howard« im Jahr 1857 starben 37 von 286 Passagieren. Die Überfahrt hatte mit 96 Tagen extrem lange gedauert. New Yorker Zeitungen kritisierten daraufhin die hamburgische Gesetzgebung und mangelhafte Gesundheitskontrolle vor der Abreise. Die Regierung Mecklenburg-Schwerins (aus dem viele Auswanderer nach Hamburg kamen) beschwerte sich; ebenso die australische Regierung. Die Sterblichkeit auf Hamburger Schiffen war zwischen 1854 und 1857 viermal höher als auf bremer Schiffen. Eine ausreichende ärztliche Untersuchung vor der Reise konnte wegen ökonomischer Erwägungen gegenüber den Reedern nicht durchgesetzt werden.
Die Vorschriften wurden 1868 ausgedehnt, nachdem es auf der Fahrt der »Leibnitz« im Winter 1867 unter 450 Reisenden 100 Todesfälle gegeben hatte. Eine ärztliche Untersuchung vor Einschiffung erfolgte von nun an durch einen städtischen Arzt.
Der Anteil an Dampfschiffen nahm zu; auf diesen war die Passagedauer deutlich kürzer. Nach 1890 wurden zunehmend reine Passagierschiffe in Auftrag gegeben, die eine erhebliche Verbesserung der Reisebedingungen brachten. Hier lagen die Hamburger HAPAG und der bremische Norddeutsche Lloyd im direkten Wettbewerb um die größten und schnellsten Schiffe.
Nach 1880 kamen viele Menschen aus Osteuropa, insbesondere polnische und russische Juden, übersiedelten von Hamburg unter anderem in die Vereinigten Staaten von Amerika. Nach dem Ausbruch der Choleraepidemie von 1892 (hier wurde ein nicht nachgewiesener Zusammenhang mit den Migranten vermutet) hielt man die Auswanderer vom Stadtgebiet fern. Sie mussten sich in den Passagierhallen der HAPAG am Amerikakai und später in den 1901 auf der Veddel erbauten Auswandererhallen aufhalten, an die das Museum Ballinstadt heute erinnert. Die Anlage wurde bis 1905 erweitert und bestand aus etwa 30 Einzelgebäuden mit Schlaf- und Wohnpavillons, Speisehallen, Bädern, Kirchen und einer Synagoge sowie Räumen für ärztliche Untersuchungen. Von dem anliegenden Müggenburger Zollhafen gab es eine direkte schiffbare Verbindung durch den Veddelkanal zum Ellerholzhafen und Kaiser-Wilhelm-Hafen mit den Kais der HAPAG, an denen die Auswandererschiffe ablegten. Neben dem sozialen und gesundheitlichen Aspekt war diese Einrichtung eine weitere Einnahmequelle der Reederei. Zwischen 1850 und 1915 wanderten 4.179.489 Menschen über den Hafen Hamburg aus.

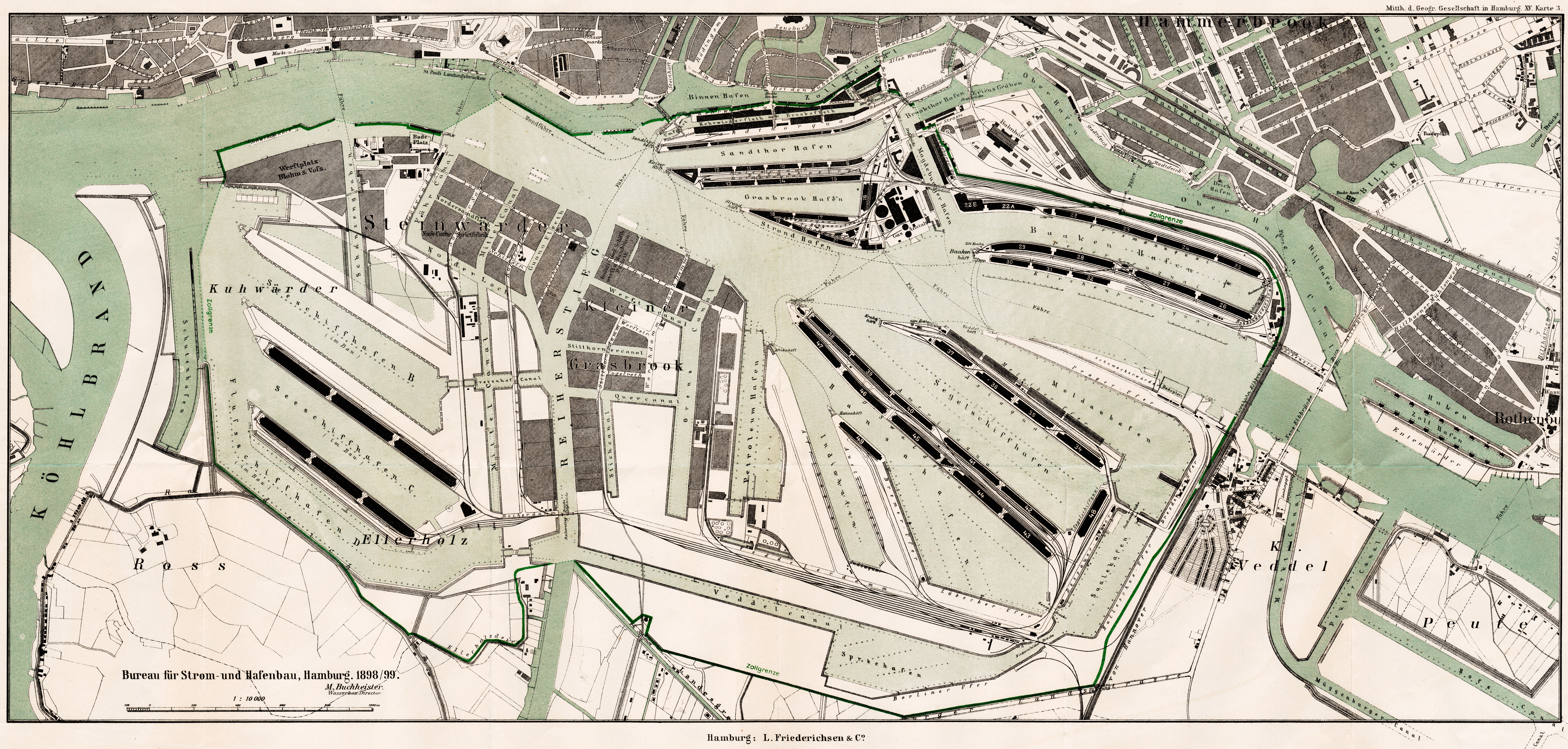
Amtliche Karte des Hamburger Freihafens von 1899, die einbezogenen Wasserflächen sind hellgrau

### Der Köhlbrand und Waltershof

Barkassen und Schuten im Niederhafen, Blick auf die Vorsetzen

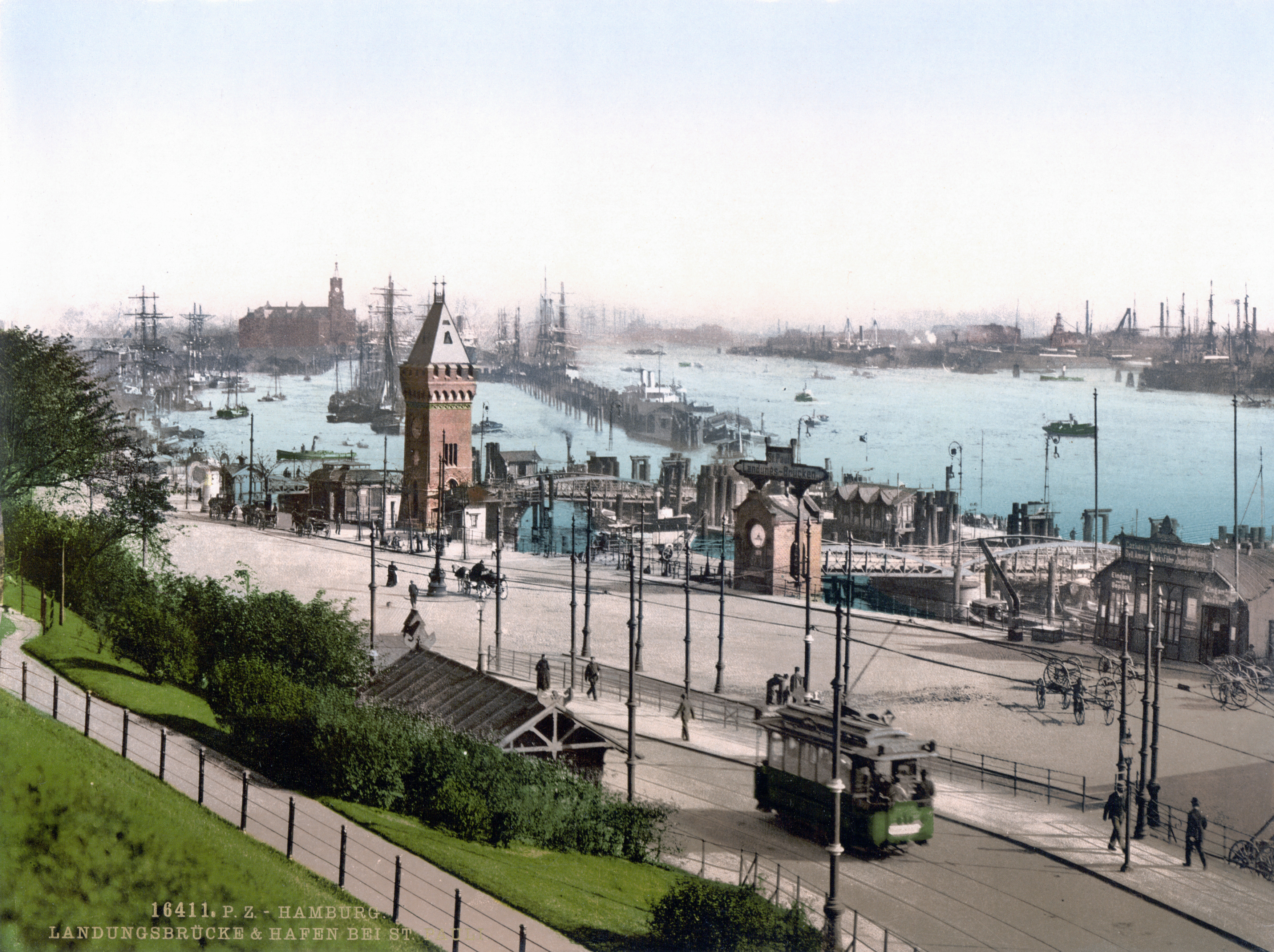
Die alten Landungsbrücken, um 1900, Blick über den Jonashafen und auf den Kaispeicher A, auf der anderen Elbseite der Kleine Grasbrook und die Reiherstiegmündung

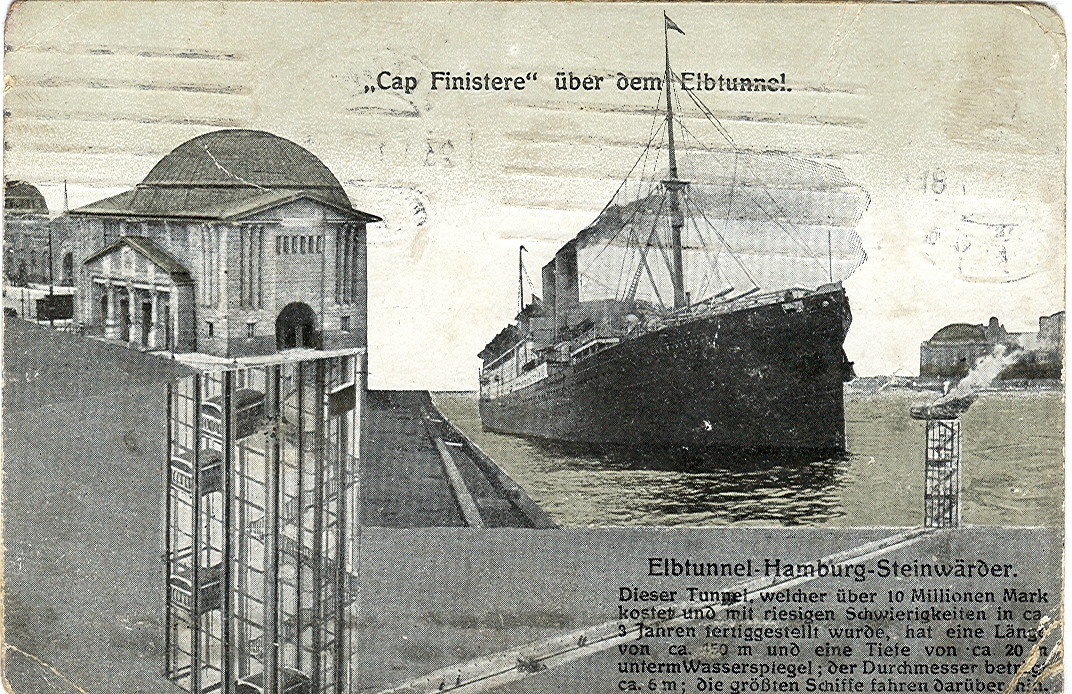
Postkarte vom Elbtunnel, datiert 1917

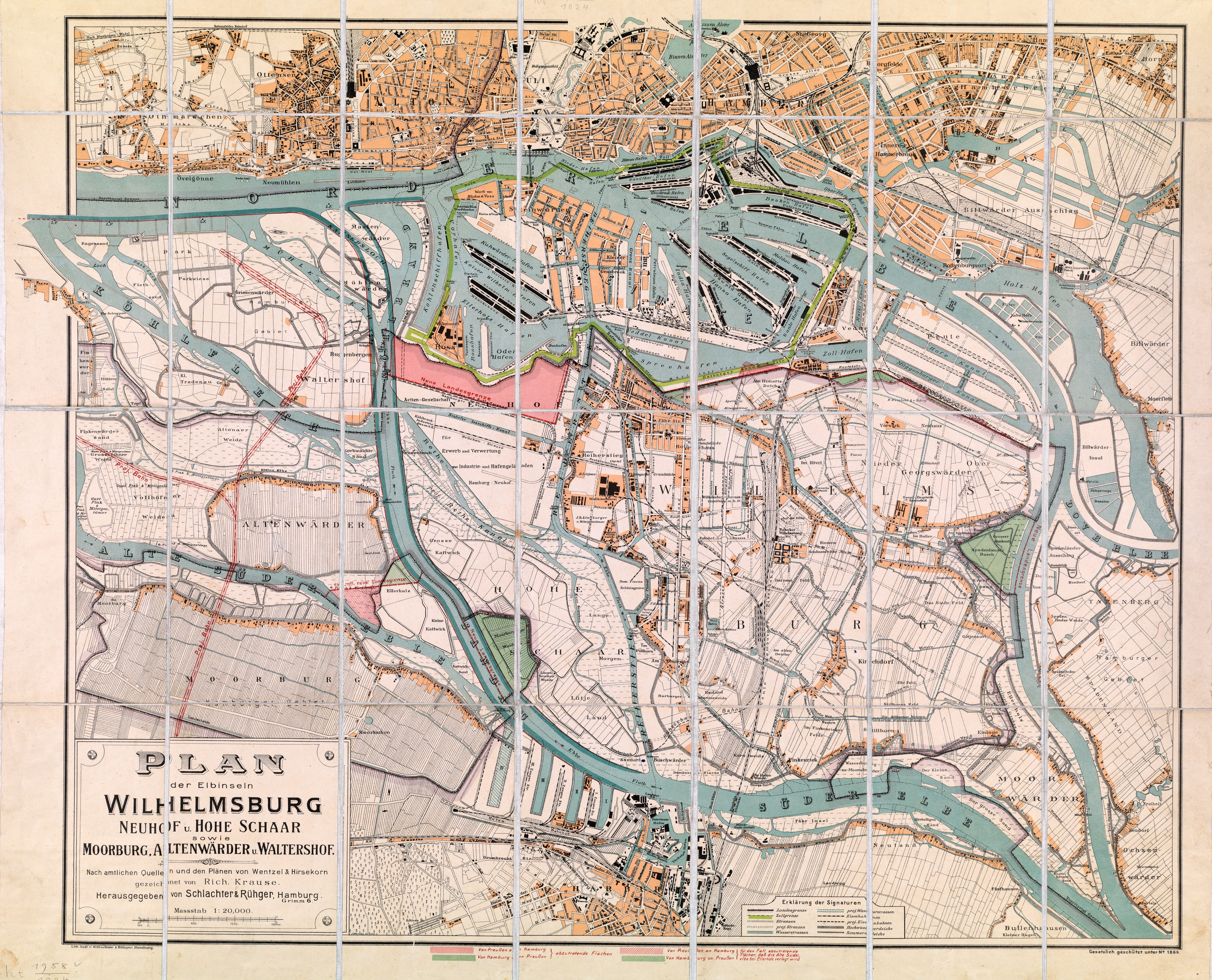
Begradigung des Köhlbrands gemäß 3. Köhlbrandvertrag zwischen Hamburg und Preußen

Der wachsende Gebietsbedarf des Hamburger Hafens verschärfte die seit Jahrhunderten bestehenden Interessenkonflikte mit den Nachbarstädten Altona und Harburg, beide seit 1866 preußisch. Zum Hamburger Elbgebiet gehörten seit dem Gottorper Vertrag von 1768 alle Elbinseln und Niederungen zwischen Billwerder und Finkenwerder, so auch Kaltehofe, die Peute, die Veddel, Grevenhof, der Griesenwerder, der Pagensand und der nördliche Teil von Finkenwerder. Am Finkenwerder Landscheideweg verlief die Grenze zum Kreis Harburg, ebenso gehörten Altenwerder und Wilhelmsburg zum preußischen Gebiet. In insgesamt drei sogenannten Köhlbrandverträgen wurden von 1868 bis 1908 zwischen Hamburg und Preußen gemeinsame Interessen am Ausbau der Elbe geregelt, in deren Folge mehrere neue Hafenbecken auf dem Gebiet des heutigen Waltershof angelegt wurden.
Vom 21. November 1896 bis zum 6. Februar 1897 fand ein elfwöchiger Streik, der Hamburger Hafenarbeiterstreik statt. Er gilt als einer der größten Arbeitskämpfe im Deutschen Kaiserreich. Er umfasste auf dem Höhepunkt fast 17.000 Arbeiter und endete mit der vollständigen Niederlage der Streikenden. Die Auseinandersetzung hatte erhebliche Auswirkungen auf die Hamburger Wirtschaft und erregte auch außerhalb Deutschlands Aufsehen. Getragen wurde der Streik vor allem von Arbeitergruppen, die kaum gewerkschaftlich organisiert und deren Arbeitsverhältnisse durch Unstetigkeit gekennzeichnet waren. Ihnen standen gut organisierte Unternehmer gegenüber.
Die Geschehnisse waren für Konservative und die Reichsregierung (1894 bis 1900 unter Reichskanzler zu Hohenlohe-Schillingsfürst) Anlass, zwei Jahre später mit der Zuchthausvorlage eine verstärkte Repressionspolitik gegenüber der Sozialdemokratie zu versuchen.
In dem sich ausweitenden Hafen erhöhte sich das Verkehrsaufkommen, insbesondere die steigende Zahl der Hafen- und Werftarbeiter musste an immer entferntere Orte des Hafens auf der anderen Elbseite gelangen. Am Anfang des 20. Jahrhunderts wurden die St. Pauli Landungsbrücken als An- und Ablegestelle für die Hafenbarkassen angelegt. Zugleich wurden sie Ausgangspunkt der Seebäderschiffe und Unterelbefahrten. Westlich der Anlage liegt der stadtseitige Zugang zu dem St. Pauli Elbtunnel, heute als Alter Elbtunnel bezeichnet. Er wurde 1911 eröffnet und führt auf einer Sohlentiefe von 24 Metern und über eine Strecke von 388 Metern auf die andere Seite der Norderelbe nach Steinwerder. Der Zugang ist über Wendeltreppen oder Fahrkörbe, auch für Fahrzeuge, möglich. Die historischen Fahrstühle konnten 9.000 Personen pro Stunde transportieren, damit schaffte er den Hafen- und Werftarbeitern einen schnellen, unkomplizierten und witterungsunabhängigen Weg zu ihren Arbeitsplätzen.
Vor dem Ersten Weltkrieg hatte Hamburg nach London und Rotterdam den drittgrößten Hafen Europas und viertgrößten Welthafen. Mit dem Generalplan für den Ausbau des Hafens von 1908 wurden die Dradenau und Finkenwerder zu Hafenerweiterungsgebieten erklärt und die Planungen für weitere Hafenbecken in Waltershof in Angriff genommen. Es sollten ein Vorhafen, ein Petroleumhafen, drei Seeschiffhäfen, ein Flussschiffhafen, ein Everhafen und ein Yachthafen entstehen. Die Umsetzung wurde bis zum Ersten Weltkrieg vorangetrieben, konnte aber erst in den 1920er Jahren in modifizierter Ausführung fortgeführt werden.
Während des Ersten Weltkriegs praktizierte Großbritannien eine umfassende Seeblockade gegen das Deutsche Kaiserreich, das bis dahin unter anderem in großem Umfang Getreide und andere Lebensmittel per Schiff importiert hatte.
Mit dem Staatsvertrag betreffend den Übergang von Wasserstraßen von 1921 (WaStrÜbgVtr) ging die Hoheit über die Elbe und ihre Nebenflüsse und -kanäle an das Deutsche Reich über. Hamburg sicherte sich die Aufsicht über die Wasserwege von Oortkaten im Osten bis Blankenese im Westen, bei gleichzeitiger Verpflichtung des Reichs, dafür zu sorgen, „dass in der Regel die größten Schiffe Hamburg unter Ausnutzung des Hochwassers Hamburg erreichen können“.
1929 kam es zur Vereinigung der hamburgisch-preußischen Hafengemeinschaft, mit der die Dörfer Finkenwerder, Francop, Moorburg und Altenwerder als Hafenerweiterungsgebiete festgelegt wurden. Diese Pläne erfuhren 1930 mit der Weltwirtschaftskrise zunächst eine Rückstellung.

### Die Exklave: Amerika-Hafen in Cuxhaven
Die Fahrtdauer von Passagierschiffen im Verkehr mit Nordamerika von Cuxhaven aus, an der Mündung der Elbe gelegen, konnte um etliche Stunden verkürzt werden. Cuxhaven lag im damaligen Amt Ritzebüttel, das zu Hamburg gehörte. Der Linienverkehr mit schnellen Dampfschiffen der HAPAG nach New York wurde von 1889 von Cuxhaven aus betrieben, wobei die Passagiere mit Tendern zu den auf Reede liegenden Schiffen übergesetzt werden mussten. Die Anbindung nach Hamburg erfolgte mit der Niederelbebahn, die 1881 eröffnet wurde. Kaianlagen wurden in den Folgejahren errichtet, denen 1902 die HAPAG-Hallen mit dem Amerika-Bahnhof folgten. In Hinblick auf die ständig zunehmende Größe der eingesetzten Schiffe musste die Anlage in Richtung Steubenhöft bis zu einer Länge von 400 Metern ausgebaut werden. Seit 1913 trugen die Kaianlagen den Namen Amerikahafen.
Das Groß-Hamburg-Gesetz schlug 1937 das Hamburger Amt Ritzebüttel mit Cuxhaven, den Nachbargemeinden und den Inseln Neuwerk und Scharhörn Preußen zu. Mit der vierten Durchführungsverordnung des Groß-Hamburg-Gesetzes, sicherte sich Hamburg den Amerika-Hafen im Cuxhavener Stadtgebiet weiterhin als Exklave. Erst mit dem Cuxhaven-Vertrag tauschte Hamburg 1961 den Amerika-Hafen gegen die Inseln Neuwerk und Scharhörn, um sich die Option für einen Tiefwasserhafen in der Außenelbe zu sichern.
Mit der Hanseatic legte am 15. August 1969 letztmals ein Linienschiff am Steubenhöft ab.
Hamburg übergab das Eigentum am Amerikahafen 1993 an das Land Niedersachsen.

## Der Hafen während des Nationalsozialismus

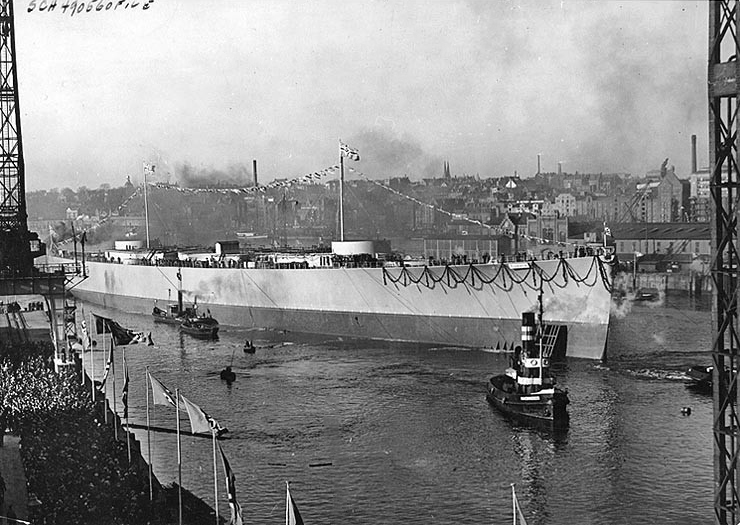
Stapellauf des Schlachtschiffs Bismarck bei Blohm & Voss (Februar 1939)

Der Reichtum Hamburgs und die Bedeutung des Hafens waren begründet im Welthandel, die Weltwirtschaftskrise ging einher mit dessen Zusammenbruch und bewirkte Anfang der 1930er Jahre, dass ein Großteil der Handelsflotte stillgelegt und die Aufträge im Schiffbau nahezu vollständig zurückgingen. Die Arbeitslosigkeit im Hafen und insbesondere auf den Werften lag bei bis zu 40 Prozent. Die Wirtschaftspolitik in der Zeit des Nationalsozialismus mit der Beschränkung des Außenhandels und des Devisenverkehrs verhinderte eine Erholung, wie er in den Häfen außerhalb des Deutschen Reiches bereits ab Anfang der 1930er Jahre stattfand. Mit Arbeitsbeschaffungsmaßnahmen, Senatsaufträgen und insbesondere den ab 1934 von der Reichsregierung vergebenen Aufträgen zur Aufrüstung der Wehrmacht wurde bis zu Beginn des Zweiten Weltkriegs eine Scheinkonjunktur geschaffen. Die Verwaltung des Hafens wie die Organisation der Hafenarbeit wurden umstrukturiert, das Prinzip Führer und Gefolgschaft sollte die Abläufe zentralisieren und auf die Erfordernisse der Kriegswirtschaft ausrichten. Es waren vor allem die Werften, die von diesen Programmen profitierten. Die Stapelläufe der beiden KdF-Schiffe Wilhelm Gustloff und Robert Ley sowie des Schlachtschiffs Bismarck wurden von der NS-Propaganda spektakulär inszeniert.

### Das Groß-Hamburg-Gesetz
Mit dem Groß-Hamburg-Gesetz von 1937 kamen die Häfen von Altona und Harburg unter Hamburger Zuständigkeit, die Konkurrenz entfiel. Sie wurden dem Hamburger Hafen angegliedert und nach dessen Bedarf genutzt oder auch stillgelegt. Durch die Eingemeindungen konnte Hamburg zudem über Industrie verfügen, die die Kaufmannsstadt zuvor nur in geringem Maße besaß. Von besonderer Bedeutung war dabei das Streben des nationalsozialistischen Deutschlands nach Unabhängigkeit in der Grundversorgung. Im Hafen kam es darum zu einem weitreichenden Ausbau der Mineralölindustrie, insbesondere in Wilhelmsburg und Harburg, der Fischindustrie in Altona sowie der Lagerung und Verarbeitung von Getreide am Reiherstieg. Nach Beginn des Zweiten Weltkriegs 1939 forcierte die Kriegsmarine den U-Boot-Bau bei Blohm & Voss, den Howaldtswerken, Stülcken und auf der Deutschen Werft. Ab 1940 wurde bei den Howaldtswerken der U-Boot-Bunker Elbe II am Vulkanhafen und bei der Deutschen Werft in Finkenwerder der Bunker Fink II errichtet.

### Enteignungen von Hafenbetrieben
Wie andernorts, kam es auch im Hafen mit der nationalsozialistischen Rassenideologie zu Übergriffen auf jüdische Kaufleute und Geschäftsinhaber. In den ersten Jahren nach der Machtübernahme hielten sich die Repressionen gegen die Unternehmen in Grenzen, vor allem weil man bei der nach wie vor hohen Arbeitslosigkeit keine Arbeitsplätze gefährden wollte. Ab 1936 kontrollierte die Devisenstelle des Finanzamts die Betriebe, sie mussten Aufstellungen über ihr Vermögen angeben, über das sie in vielen Fällen nach einer sogenannten Sicherungsanordnung nicht mehr verfügen konnten. Sie wurden zu Sonderzahlungen und Zwangsabgaben verpflichten, so dass sie oftmals gezwungen waren, ihre Betriebe weit unter Wert zu verkaufen. Spätestens ab 1938 wurden die Firmen im Rahmen weiterer Arisierungsmaßnahmen an nicht-jüdische Eigentümer überschrieben. In der Hafenwirtschaft wurden etwa 150 Betriebe „arisiert“. Zum Beispiel:

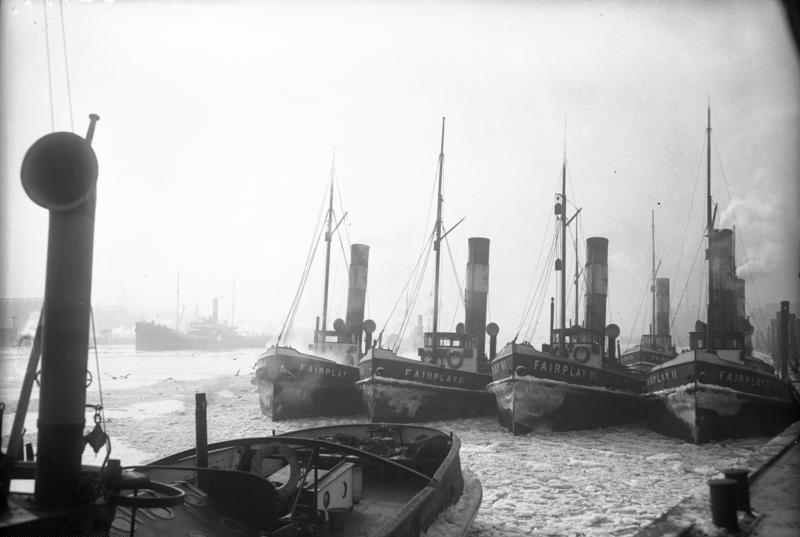
Schlepper der Reederei Fairplay auf der vereisten Elbe, Januar 1929

- Die Fairplay Schleppdampfschiffs-Reederei Richard Borchard GmbH stand im Eigentum und unter Geschäftsführung der Jüdin Lucy Borchardt. Sie verfügte über 15 Hafenschlepper, zwei Hochseeschlepper und einen Frachtdampfer. Bis 1938 ermöglichte sie gezielt einer Reihe von Jugendlichen eine Seemannsausbildung, die ihnen die Emigration nach Palästina im Rahmen der Hachschara ermöglichte. Zugleich bot die Schlepperflotte eine Möglichkeit für illegale Auswanderer. Ab 1937 wuchs der Druck des NS-Staates auf die gut gestellte Reederei, insbesondere durch Kontrollen, Sicherungsmaßnahmen und verhängten Verwarngeldern durch die Devisenstelle. Im September 1938 wurde die Firma in eine „arisierte“ Stiftung privaten Rechts umgewandelt. Lucy Borchardt floh nach England. Sie kehrte nach Ende des Krieges nicht in ihre Heimatstadt zurück, konnte jedoch erreichen, dass die Fairplay Reederei 1949 an ihre Familie zurückgegeben wurde. Heute firmiert das Schlepper-Unternehmen unter Fairplay Towage in ganz Europa mit dem Hauptsitz nach wie vor in Hamburg.[48]
- Die Reederei Arnold Bernstein beschäftigte Mitte der 1930er Jahre noch mehr als tausend Seeleute. Ab 1936 stand der jüdische Eigentümer unter dem Druck von Anschuldigen und Verleumdungen der Devisenstelle, 1937 wurde er verhaftet. Im September 1937 verurteilte ihn ein Hamburger Sondergericht zu zweieinhalb Jahren Zuchthaus, zudem musste er seine Geschäftsanteile überschreiben. So konnte die Reederei im März 1939 an die Holland-Amerika-Linie verkauft werden. Nachdem Arnold Bernstein aus der Haft entlassen worden war, gelang ihm die Ausreise nach New York.[49]
- Die Köhlbrandwerft in Altenwerder gehörte dem Schiffbauer Paul Berendsohn, der jüdischer Herkunft war. Das Werftgelände umfasste 1938 über drei Hektar und drei Helgen, auf denen Schiffe bis zu 1000 Tonnen Größe entstanden. Es waren rund 120 Werftarbeiter beschäftigt. 1938 wurde die Werft, die einen Nennwert von 1,9 Millionen Reichsmark hatte „arisiert“ und 1943 in das Eigentum der Stadt Hamburg übernommen.[50]
- In den Kaffeespeichern Am Sandtorkai führten mehrere jüdische Inhaber ihre Geschäfte, so die Keller & Hess Kaffee-Import, Otto Hesse Kaffee-Agentur, Tomkins, Hildesheim & Co. Kaffee-Import und die Franz Wolff & Co. Kaffee-Import. Alle diese Firmen wurden 1938 enteignet. Ebenso das benachbarte Ex- und Import-Unternehmen Gebr. Weigert.[51]

### Zwangsarbeiter in der Hafenwirtschaft

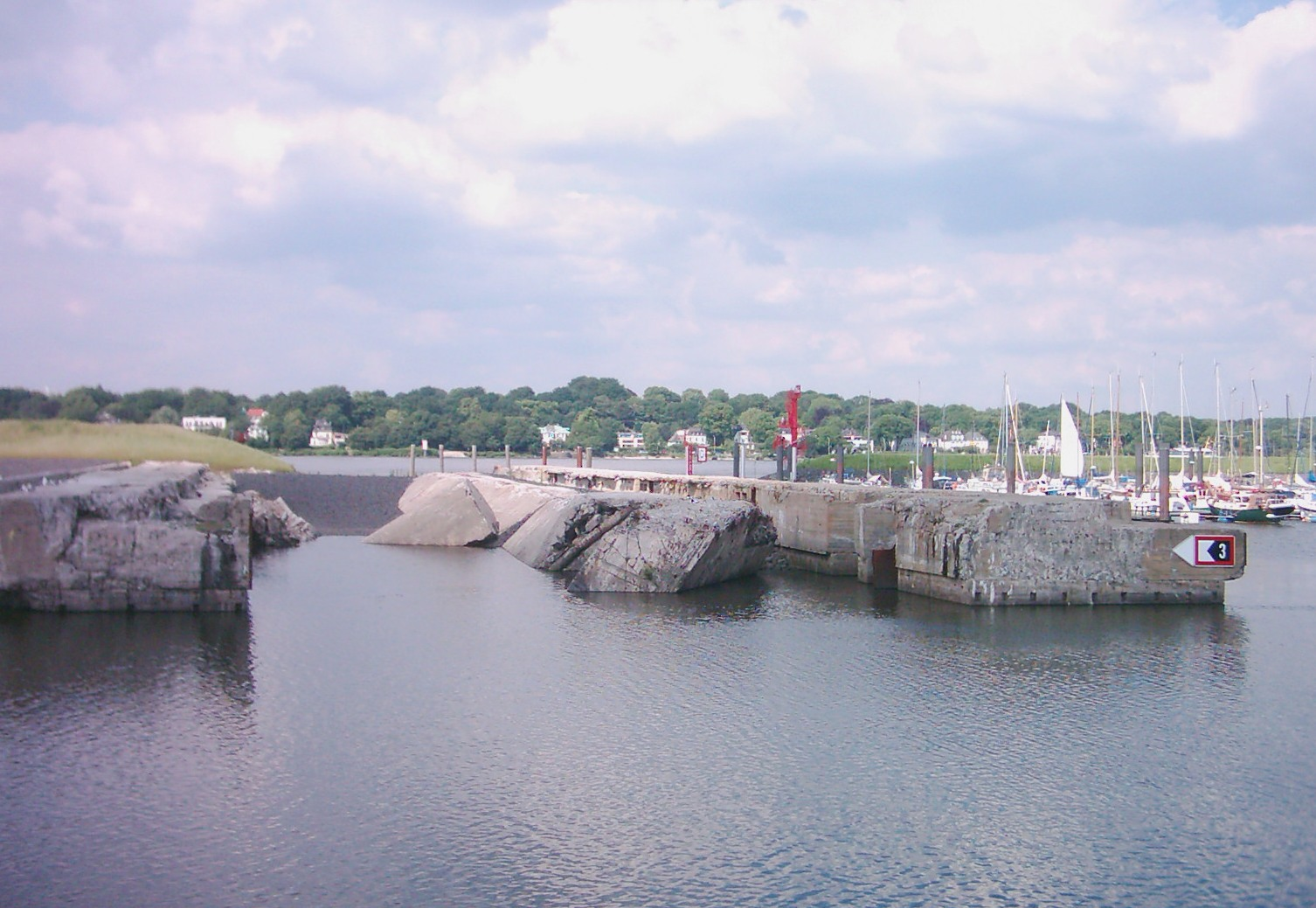
Ehemaliger U-Bootbunker Finkenwerder. Zerstört 1945 und zugeschüttet 1973. Teilweise wieder freigelegt und als zeitgenössisches Denkmal gestaltet von kirsch + bremer artandarchitecture 2006.

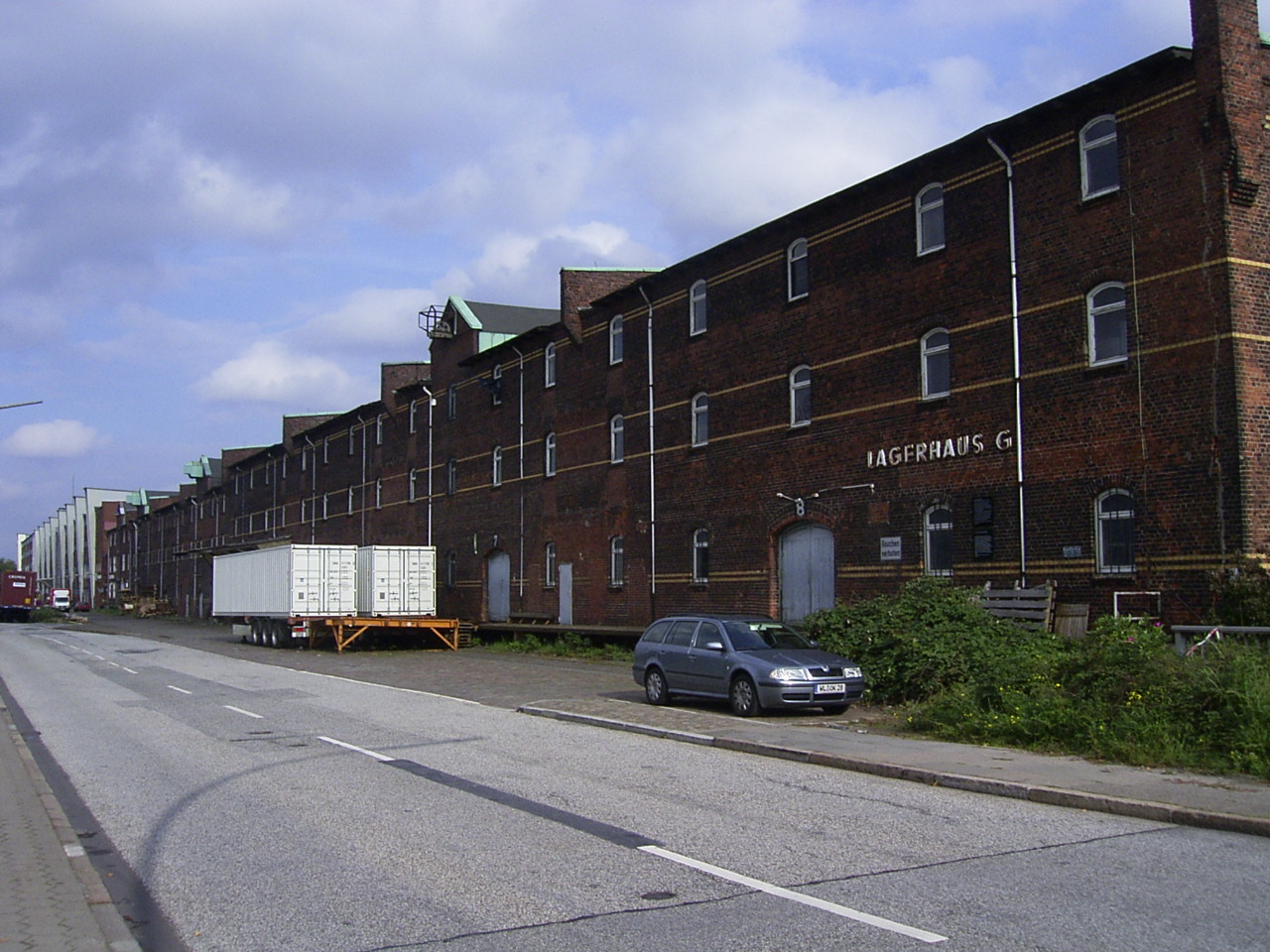
KZ-Außenlager Dessauer Ufer, Lagerhaus G, Kleiner Grasbrook

Die als Folge des Krieges fehlenden Arbeitskräfte wurden in den besetzten Gebieten zwangsrekrutiert. Etwa 500.000 Männer, Frauen und sogar Kinder brachte man aus West- und insbesondere Osteuropa nach Hamburg und setzte sie vor allem in der Hafenindustrie und auf den Werften ein oder zog sie nach Bombenangriffen zu Aufräumarbeiten heran. Es waren ausnahmslos in allen Hafenbetrieben Zwangsarbeiter beschäftigt. Aus ihren Unterkünften, so genannten Firmen- oder Gemeinschaftslagern im Stadt- und Hafengebiet, geräumten Schulen oder Hallen, teilweise Wohnhäusern und in Hafenschuppen und Lagerhäusern wurden sie morgens an ihre Einsatzorte getrieben. Die Wehrmacht überstellte Kriegsgefangene zur Zwangsarbeit, meist waren sie in Lagern auf den Betriebsgeländen selbst oder in unmittelbarer Nähe interniert. Allein im Gebiet der heutigen HafenCity sind elf Zwangsarbeiterlager bekannt, davon waren zwei Kriegsgefangenenlager.
Gegen Ende des Krieges wurden zudem zunehmend Häftlinge aus dem Konzentrationslager Neuengamme eingesetzt. Um lange Wege zu sparen, richtete man ab September 1944 vier Außenstellen des KZs im Hafen ein:
- das KZ-Außenlager Blohm & Voss, vom 9. Oktober 1944 bis zum 12. April 1945, mit sechshundert männlichen Häftlingen überwiegend aus Polen und der Sowjetunion. Es kam zu mindestens zweihundertfünfzig Todesfällen. Im April 1945 wurden die Häftlinge in das Stammlager Neuengamme zurückverlegt.
- das KZ-Außenlager Stülckenwerft, vom 22. November 1944 bis zum 21. April 1945, mit zweihundertfünfzig männlichen Häftlingen aus diversen Staaten. Im April 1945 wurden die bis dato Überlebenden in das Auffanglager Sandbostel verbracht.
- das KZ-Außenlager Finkenwärder, Deutsche Werft, von Oktober 1944 bis Ende März 1945, etwa sechshundert männliche Häftlinge, überwiegend aus der Sowjetunion, Polen, Belgien, Frankreich und Dänemark. Nach mehreren Bombenangriffen wurden sie in die Außenlager Bullenhuser Damm beziehungsweise Dessauer Ufer verlegt.
- das KZ-Außenlager Dessauer Ufer, Lagerhaus G, von Juli bis September 1944 waren hier etwa 1.500 jüdische Frauen untergebracht, sie wurden zu Arbeiten in der Mineralölindustrie und zu Aufräumarbeiten herangezogen. Im September 1944 wurden sie in andere Lager der Stadt verteilt. Vom 15. September bis 25. Oktober 1944 und vom 15. Februar bis 14. April 1945 wurde das Lagerhaus mit Häftlingen im Einsatz für das Geilenberg-Programms zur Sicherung der Mineralölindustrie belegt. 1944 waren hier zunächst zweitausend männliche Häftlinge interniert, überwiegend aus der Sowjetunion, Polen, Belgien und Frankreich. Nach der Zerstörung des Lagers durch einen Bombenangriff im Oktober 1944 wurden die Überlebenden in das Außenlager Fuhlsbüttel verbracht. Im Februar 1945 kam es zu einer Rückverlegung von achthundert Häftlingen, im April 1945 wurden die Häftlinge in das Auffanglager Sandbostel überstellt. Auch die Schuppen E, F und H des Dessauer Ufer waren ab 1943 zeitweilig als Zwangsarbeiterlager eingerichtet.

### Kriegszerstörungen

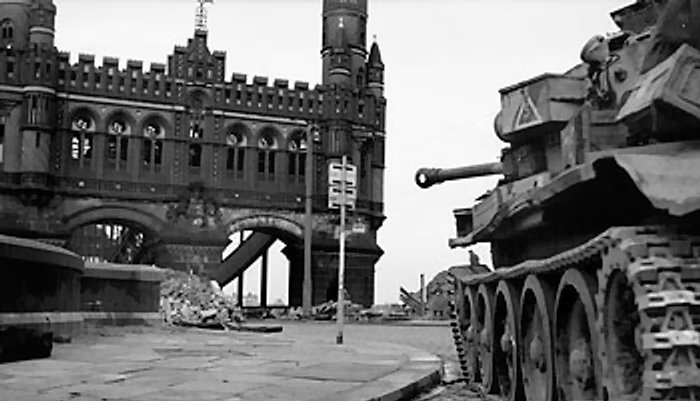
Britischer Panzer am Portal der Neuen Norderelbbrücke am 3. Mai 1945, Tag der Befreiung

Ab dem Frühsommer 1944 war der Hafen massiven, flächendeckenden Luftangriffen ausgesetzt. Hauptsächlich die United States Army Air Forces (USAAF) flogen insgesamt 40 Einsätze. Sie zielten auf die Industrie im Hafen, insbesondere die großen Raffinerien und die Werften mit dem U-Boot-Bau. Wegen deren bedeutender Funktion für die deutsche Kriegswirtschaft wurden die Anlagen immer wieder instand gesetzt, um den Betrieb aufrechtzuerhalten. Der letzte große Luftangriff war am 14. April 1945; britische Truppen besetzten am 3. Mai 1945 die Stadt.
Bei Kriegsende waren 80 % der Hafenanlagen zerstört, die Speicherstadt zu drei Vierteln und die Hälfte der Hafenbrücken, die großen Elbbrücken blieben hingegen intakt. In den Hafenbecken und Wasserwegen lagen über 3.000 Schiffswracks. Nach der bedingungslosen Kapitulation der Wehrmacht am 8. Mai 1945 wurde Hamburg Teil der Britischen Besatzungszone. Der Hafen stand als militärisches Sperrgebiet unter der Kontrolle der britischen Militärregierung. Der Wiederaufbau galt ca. 1956 als im Wesentlichen abgeschlossen, doch konnte Hamburg nicht mehr an seine ehemalige Bedeutung als Welthafen anknüpfen – mit der Deutschen Teilung und dem Beginn des Kalten Krieges verlor der Hafen seine mittel- und ostdeutschen Absatzmärkte sowie die Handelsverbindungen zu den Industrien Osteuropas.

## Der Containerhafen zum Ende des 20. Jahrhunderts
Schon während des Wiederaufbaus zeichnete sich eine Verlagerung des Hafens ab. Der Große Grasbrook, knapp hundert Jahre zuvor ein ehrgeiziges Erweiterungsprojekt, wurde nur noch teilweise genutzt. Das Gebiet westlich des Magdeburger Hafens lag bis Anfang der 1950er Jahre brach, bis 1964 wurde auch das Gebiet am Strandkai nicht genutzt. Dann wurden dort ein Heizwerk und Tanklager errichtet. Mit dem Aufkommen der veränderten Umschlagstechniken und dem Bau der ersten Containerterminals elbabwärts in den 1960er Jahren setzte die Abwanderung der Hafenbetriebe vom Großen Grasbrook ein. 1979 kam es zu der ersten Teilzuschüttung des Sandtorhafens und der Brooktorschleuse, 1989 wurde ein weiterer Teil des Sandtorhafens verfüllt und auf dem Gelände eine Kaffeerösterei nebst Lagereibetrieb errichtet.
1968 begann mit der Aufstellung der ersten Containerbrücke am Burchardkai der Ausbau Waltershofs zum Containerterminal Burchardkai (CTB) durch die Hamburger Hafen und Logistik AG (HHLA). Mit dem Bau der Köhlbrandbrücke, der Kattwyk-Hubbrücke für die Hafenbahn und des neuen Elbtunnels, alle 1974, wurden die logistischen Voraussetzungen für den wachsenden Transportbedarf geschaffen. Es folgten 1977 das Containerterminal Tollerort, das 1996 ebenfalls von der HHLA übernommen wurde und 1999 der Eurogate Container Terminal Hamburg (CTH) am Predöhlkai in Waltershof.

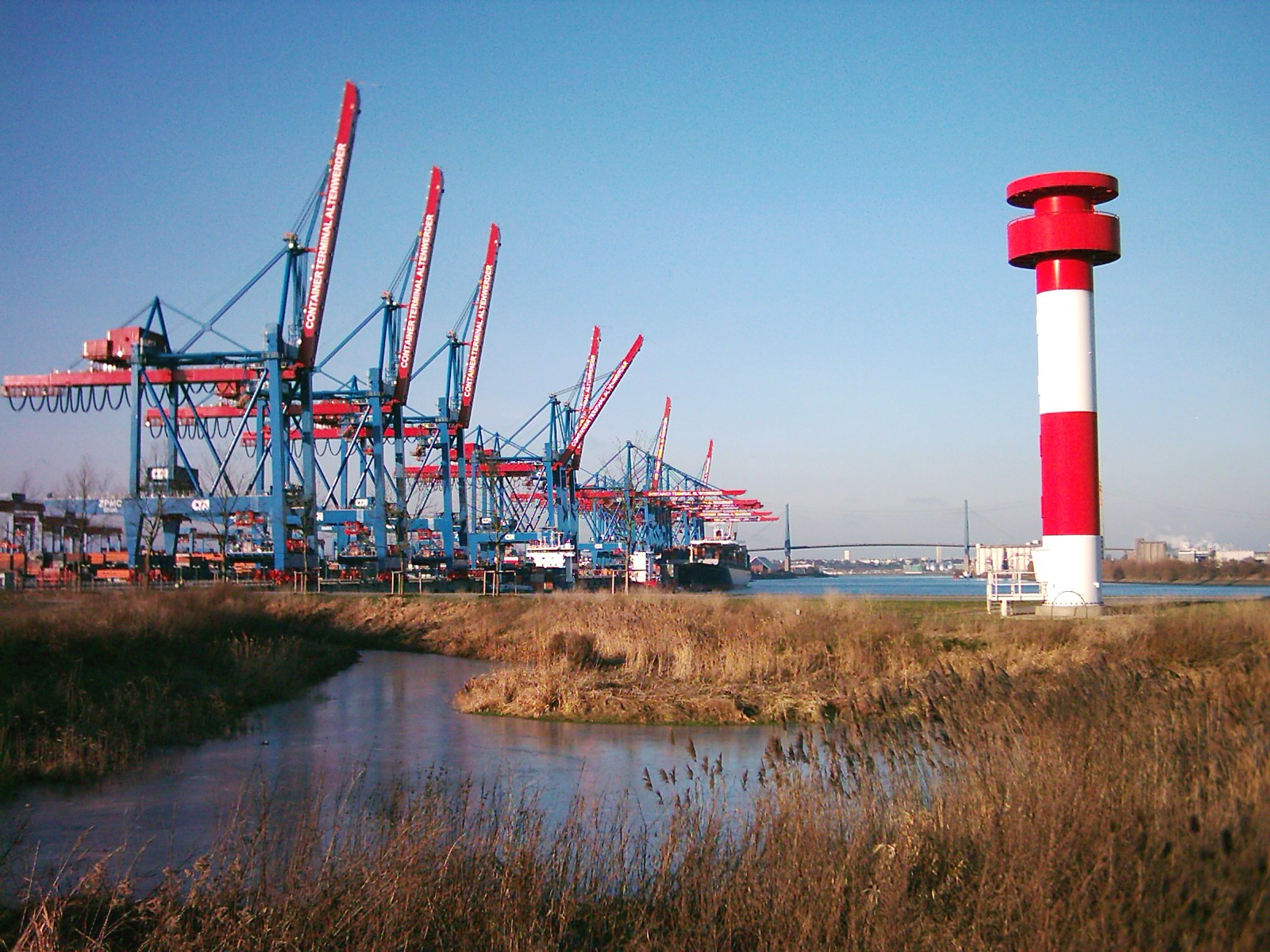
Containerterminal Altenwerder 2006, Blick von der abgedeichten Alten Süderelbe über den Köhlbrand

Das von Hamburg 1961 erlassene Hafenerweiterungsgesetz griff die Planungen der hamburgisch-preußischen Hafengemeinschaft von 1929 wieder auf und sah für die Erweiterung des Hafens die ehemaligen Dörfer Altenwerder und Moorburg weiterhin vor. 1973 beschloss der Hamburger Senat die Räumung von Altenwerder. Auch der 1989 vorgestellte Hafenentwicklungsplan hielt an der Hafenerweiterung im Süderelberaum fest. Bis 1998 wurde Altenwerder, trotz massiver Proteste aus der Bevölkerung, endgültig und vollständig geräumt und abgerissen, lediglich die Kirche und der Friedhof blieben bestehen. Im Jahr 2002 hat an dieser Stelle das Containerterminal Altenwerder (CTA) seinen Betrieb aufgenommen, es galt als das modernste Terminal der Welt.
Die Hafenwirtschaft hat sich damit weiter elbab verlagert, die Hafenbecken auf dem Großen und dem Kleinen Grasbrook entsprachen ab den 1980er Jahren weder an Größe, an Tiefgang noch an Platzkapazitäten den Anforderungen eines Seehafens. Auch sind die Platzbedarfe in den Containerhäfen andere, als im herkömmlichen Umschlag, es werden große Stell- und Verladeflächen benötigt. Inzwischen wurden zahlreiche Hafenbecken wieder zugeschüttet, so zum Beispiel der Indiahafen, der Vulkanhafen oder der Griesenwerder Hafen, um diese Stellflächen zu schaffen.
Der Hamburger Hafen hatte sich nach Öffnung der sozialistischen Länder und der Erschließung insbesondere der asiatischen Märkte wirtschaftlich wieder zum Welthafen entwickelt und galt als einer der Sieger der Globalisierung. Der Gesamtumschlag konnte zwischen 1990 und 2007 mehr als verdoppelt werden. 2008 stagnierte er bei einer Höhe von 140 Millionen Tonnen. Darin lagen die Anteile des Massenguts im Verhältnis zum Stückgut bei 30 % zu 70 %. Das Stückgut wiederum wurde zu 97 % in Container vertrieben, das entspricht einem Umschlag von 95 Millionen Tonnen beziehungsweise 9,8 Millionen TEU. Im Jahr 2009 sank der Umschlag aufgrund der Finanzkrise deutlich, seither stagniert er bei rund 8 Millionen Standard-Container, Gründe hierfür hierfür werden in geopolitischen und wirtschaftlichen Herausforderungen, wie auch in der rückläufigen deutschen Wirtschaft gesehen.

## Die Umnutzung ehemaliger Hafengebiete
Die modernen Umschlagtechniken und die Größen der Containerschiffen brachten eine Verlagerung der Hafenwirtschaft elbab in die westlichen Hafengebiete, wie Steinwerder, Waltershof oder Altenwerder, mit sich. Doch nicht nur die Umstrukturierung im Warenumschlag und die Veränderungen an den Ansprüchen der Lagerung, auch die Schließung der Großwerften ab den 1980er Jahren, hinterließen im ehemaligen Herz des Hamburger Hafens, dem Großen und Kleinen Grasbrook und dem östlichen Steinwerder, ausgedehnte brache Flächen. Seit Ende des 20. Jahrhunderts steht die Stadt vor der Aufgabe, Umnutzungen für diese Areale zu finden. Eine Modernisierung der Hafenanlagen kommt nur für solche westlich des Alten Elbtunnels in Betracht, da seine Oberkante mit zwölf Metern unter dem mittleren Hochwasser den heutigen Schiffstiefen nicht genügt.
1997 veröffentlichte der damalige Hamburger Bürgermeister Henning Voscherau Pläne für die Neubebauung des innenstadtnahen Geländes des Großen Grasbrook. Als sogenannte HafenCity soll ein ganzer Stadtteil mit gemischter Gewerbe-, Büro- und Wohnbebauung sowie einem ausgewählten Struktur- und Freizeitangebot neu errichtet werden. Seit 2004 wird auf der insgesamt 155 Hektar großen Fläche diese Planung umgesetzt, mit teilweise architektonisch, baulich oder inhaltlich herausragenden Projekten, wie der Elbphilharmonie, dem Cruise Center, der HafenCity Universität oder dem Überseequartier.